# هوشنگ ایرانی
هوشنگ ایرانی (۱۳۰۴ – ۱۴ شهریور ۱۳۵۲) شاعر، مترجم، نقاش، منتقد و روزنامه‌نگار ایرانی بود. او یکی از پیشگامان شعر سوررئال فارسی و شعر نو عرفانی ایران و از نخستین شاعران شعر منثور ایران به‌شمار می‌رفت. وی از اعضای اصلی و اثرگذار در دورهٔ دوم فعالیت انجمن هنری خروس جنگی است. او با کمتر از چهل شعر و چند مقاله از پرچمداران تحول‌خواهی در شعر ایران شد و بر شعر سهراب سپهری، یدالله رؤیایی، احمدرضا احمدی و جریان شعر موج نو تأثیر گذاشت.
ایرانی به‌سرعت در عرصهٔ ادبیات معاصر ایران مطرح شد. او در مدت کوتاهی چندین مجموعه شعر منتشر کرد و اصطلاح «جیغ بنفش» از آثار او به یک مفهوم شناخته‌شده بدل شد. با این حال، واکنش‌های سرد جامعهٔ ادبی و کودتای ۲۸ مرداد ۱۳۳۲ باعث شد او ناگهان از صحنهٔ ادبی کناره‌گیری کند. سرانجام، در سال ۱۳۵۲ خورشیدی، ایرانی در اثر ابتلا به سرطان حنجره درگذشت.

## زندگی
هوشنگ ایرانی در ۱۳۰۴ در همدان به دنیا آمد. او تحصیلات ابتدایی و متوسطه را در تهران به پایان رسانده، دیپلم ریاضی گرفت. در ۱۳۲۴ وارد ادارهٔ دارایی شد و در خرداد ۱۳۲۵ در رشتهٔ ریاضی از دانشگاه تهران فارغ‌التحصیل شد. ایرانی که همواره هوای گشت و سفر اروپا را در سر داشت، در سال ۱۳۲۵ در امتحان ورودی نیروی دریایی شرکت کرده، پذیرفته شد و برای کارآموزی به انگلستان اعزام شد اما زندگی سخت نظامی با روحیهٔ او سازگار نبود و پس از چند ماه انگلستان را ترک کرده، به فرانسه رفت. زندگی فرهنگی در فرانسه به‌شدت او را تحت تأثیر قرار داد. او یک سال در آن‌جا ماند و سپس به ایران بازگشت. در ایران پیش خود زبان اسپانیولی آموخت و در ۱۳۲۷ برای ادامهٔ تحصیل به اسپانیا رفت و در رشتهٔ ریاضیات به تحصیل پرداخت. او در ۱۸ آبان ۱۳۲۹، پس از اخذ مدرک دکترا وارد ایران شد. تز دکترای او «فضا و زمان در تفکر هندی» بود.
در دههٔ ۱۳۲۰ با افرادی نظیر مرتضی کیوان، علی‌اکبر کسمایی، علی کسمایی، ایرج افشار، محمدجعفر محجوب، مصطفی فرزانه، سیروس ذکاء، محمود تفضلی، غلامحسین غریب و دیگران نشست‌های دوره‌ای فرهنگی در باب ادبیات و هنر برگزار می‌کردند. از ۱۳۲۸ همکاری او با نشریاتی نظیر ماهنامهٔ دانش شروع می‌شود که شامل ترجمه و تألیف مقالات فلسفی و نقد هنری است.
ایرانی با معرفی غلامحسین غریب به جمع اعضای خروس جنگی دورهٔ دوم پیوست و نخستین اشعارش را در کنار مقالات و نقدهایش در خروس جنگی چاپ کرد. در این دوره کلاس‌هایی نیز در انجمن هنری خروس جنگی در باب هنر و شعر مدرن برگزار کرد. پس از تعطیلی مجله — شاید چون مجله‌ای برای چاپ اشعارش موجود نبود — طی مدتی نزدیک به یک سال سه مجموعه منتشر کرد: «بنفش تند بر خاکستری»، شهریور ۱۳۳۰، در ۲۰۰ نسخه و در ۶۳ صفحه، «خاکستری»، خرداد ۱۳۳۱ در ۱۱۰ نسخه در ۲۵ صفحه؛ «شعله‌ای پرده را برگرفت و ابلیس به درون آمد»، آبان ۱۳۳۱ در ۱۱۰ نسخه و در ۲۴ صفحه. مزیت دو مجموعهٔ اخیر بر مجموعهٔ پیشین ایرانی، اندک تحول زبانی اوست.
کتاب بنفش تند بر خاکستری کتاب مهمی در تاریخ شعر معاصر فارسی دانسته شده، چراکه آغازگر گفتمان جدیدی در شعر است. پس از این کتاب، ترکیب «جیغ بنفش» بدل به اصطلاحی برای نامیدن هر شعر متفاوت و غیرمتعارف و — فراتر از این طبقه‌بندی — هر امر درک‌نشده می‌شود.
از ۱۳۳۱ فعالیت شعری ایرانی کم و محدود به ترجمهٔ گاه‌گاهی شد. در دی ۱۳۳۴، مجموعه شعر «اکنون به تو می‌اندیشم، به توها می‌اندیشم» را در ۲۳۰ نسخه، و در ۲۴ صفحه منتشر کرد. در ۱۳۳۵ با مجلات هنر نو (یک شماره) و آپادانا (دو شماره) همکاری کرد. در هنر نو، ترجمهٔ شعر «چهارشنبهٔ خاکستر» تی. اس. الیوت را به چاپ رساند.
به نوشتهٔ محمد شمس لنگرودی، زندگی هوشنگ ایرانی از کودتا به بعد — همچون بیشتر هنرمندان این سال‌ها — تا لحظهٔ مرگ در مستی و بی‌خبری و طنز می‌گذرد، تا در شهریور ۱۳۵۲ که بر اثر ابتلا به سرطان حنجره در فرانسه درگذشت.
هوشنگ ایرانی، شاعر بزرگ خروس جنگی، در ۱۳۵۲ تقریباً شاعر فراموش‌شده‌ای بود. او پس از ۱۳۳۴ که آخرین مجموعه اشعارش را چاپ کرد و همچون پیش‌تر، مورد تهاجم و تمسخر همه‌جانبهٔ شاعران کلاسیک، نوپرداز و مدرن قرار گرفت، به‌طور کامل از عرصهٔ شعر عقب‌نشینی کرد، و با کششی که به عرفان داشت، با تمام وجود در آن غرق شد. دیگر هیچ شعری منتشر نکرد، و تقریباً از ۱۳۳۵ به بعد دیگر اثری از او منتشر نشد تا ۱۳۵۲ که دچار سرطان حنجره شد؛

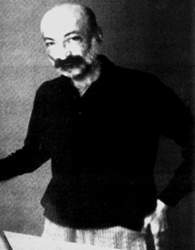

در دهه‌های ۱۳۳۰ و ۱۳۴۰ و سال‌های آخری که در دههٔ ۱۳۵۰ عمر داشت، دائماً بین فرانسه و اسپانیا در گشت و گذار بود. دو سال پیش از مرگ، در فرانسه، پزشکان تشخیص دادند سرطان دارد و می‌تواند عمل کند. اما به دنبال مرگی خودخواهانه و خودخواسته، مداوایی نکرد. مجلات، پیشاپیش خبر مرگ او را منتشر کردند، تا جایی که روزی خود خبر مرگش را در مجلهٔ تماشا دید و خبر را تکذیب کرد.
با این وجود، پس از مرگ او در ۱۴ شهریور ۱۳۵۲، برخی مجلات و روزنامه‌ها مطالبی در دفاع از آثار او نوشتند.
ایرانی وصیت کرده بود که جسدش را بسوزانند و برایش مراسم ختمی نگیرند. از بابت سوزاندن جسدش، وصیتش عملی نشد، جنازه‌اش را از فرانسه به کویت و از آن‌جا به ایران آورده و سپس در بهشت زهرا قطعه ۷، ردیف ۱۱۸، شماره ۱۹ به خاک سپردند.
او پیوسته از اجتماع روی می‌پوشید و همیشه تنها و مجرد زندگی می‌کرد. بیشتر تمایلات غیرگرایانه داشت. پیش از آن‌که رو به متون عرفانی فارسی بیاورد، عرفان هند را آموخت. به جای مطالعه در هنرمندان گذشتهٔ ایرانی و نگاه به آثار نقاشی ایران، به دنبال دریافت معنی در هنر مدرن رفت و به‌طور کلی به نقاشی سنتی پشت‌پا زد. چهل‌وهشت سال بیشتر زندگی نکرد. تا سی‌سالگی بیشتر شعر نگفت. تعدادی طرح کشید و بعدتر رو به ترجمه و تألیف در قالب مقاله آورد.
او همان‌گونه که نسبت به مناسبات زمان خود بی‌اعتنا بود و گوش به آهنگ زمانش نمی‌سپرد، به شناخت دیگران از خودش هم وقعی نمی‌گذاشت و می‌گفت گرچه هنرشناسان هنرمند را از لغزش‌هایش آگاه می‌کنند، اما گاهی هم او را به خاموشی و سرگردانی می‌کشانند که یا از ناتوانی یا از بخل و ریای آن‌هاست. به باور وی، از آن‌جا که شاعران بر زمان خود سبق می‌گیرند، در زمان حیات‌شان چنان‌که باید دریافته نمی‌شوند. او دوستان زیادی نداشت و بعد از سی‌سالگی دیگر رفیق نگرفت. تنها دوستان او پرویز داریوش و رحمت الهی بودند. بر همهٔ شاعران و نقاشان متفاوت پس از خود تأثیر گذاشت. اولین تأثیرپذیری‌ها از او بعدتر در نقاشی و شعر سهراب سپهری، در شعر احمدرضا احمدی و اهالی شعر موج نو هموار شد.

## دوران خروس جنگی

### مجلهٔ خروس جنگی
اهمیت مجلهٔ خروس جنگی در شماره‌های دورهٔ دوم آن است؛ دوره‌ای که منوچهر شیبانی و جلیل ضیاءپور از آن بیرون رفتند و هوشنگ ایرانی به هیئت تحریریهٔ مجله راه یافت، و ناگهان «انقلاب جیغ بنفش» در خروس جنگی به راه افتاد. در این دوره، خروس جنگی که زیر نظر غلامحسین غریب، حسن شیروانی و هوشنگ ایرانی منتشر می‌شد پاسخ بخشی از مخالفان با هنر توده‌ای تحت رهبری مجلاتی نظیر کبوتر صلح و اندیشهٔ نو بود؛ بخشی رادیکال، با رهبرانی چون هوشنگ ایرانی و پیروانی چون سهراب سپهری.
به نوشتهٔ محمد شمس لنگرودی، مهم‌ترین اتفاق ادبی سال ۱۳۳۰، انتشار مجدد خروس جنگی بود که در آن زمان با بی‌اعتنایی کامل و دست‌بالا با طنز و تمسخر مواجه شد. هرچند شماره‌های نخست خروس جنگی — که تحت تأثیر سوررئالیسم اروپا تأسیس شده بود — هرج‌ومرج‌گرایانه بود، ولی بعدها تعادلی یافت، و بخش مهمی از آیندهٔ شعر نوی ایران، ادامهٔ منطقی فلسفهٔ زیباشناختی هوشنگ ایرانی شد.
هوشنگ ایرانی به هنر متعهد — حتی خودخواسته‌ترین تعهدها — مطلقاً اعتقادی نداشت. خروس جنگی همهٔ قید و بندها را فروریخت و بر آن بود که بر خرابهٔ دست‌آوردهای شعر نو موجود، شعر تازه‌ای بنیاد نهد؛ و اگر تا آن روز «کلاسیک‌های جدید» از موضع راست و محافظه‌کارانه با نیما مخالفت می‌کردند، خروس جنگی — که رهبری جبههٔ شعرش با هوشنگ ایرانی بود — از موضع شورشی و چپ با نیما دشمنی می‌کرد. هوشنگ ایرانی معتقد بود که اگرچه نیما شعر فارسی را از بنیاد دگرگون کرد ولی خود به‌مرور به کهنگی و واپس‌ماندگی دچار شد. شاید یکی از دلایل دشمنی هوشنگ ایرانی با نیما — جدا از خصلت هر نوآوری که مخالفت و دشمنی با پدیدهٔ تثبیت‌ شده است —، حزبی‌کردن و مقاله‌ای‌کردن و فرمایشی‌کردن شعر نیمایی بود که توسط مجلاتی نظیر کبوتر صلح و اندیشهٔ نو (که مسئول صفحهٔ شعرش فریدون توللی بود) صورت می‌گرفت که اعتقادی به شعر نو و نیمایی نداشتند ولی در موقع لزوم با وسیله‌کردن نیما برای رسیدن به اهداف سیاسی‌شان او را «استاد نیما» می‌نامیدند. خروس جنگی از هر نظر نقطهٔ مقابل کبوتر صلح است.
ایرانی معتقد بود هنر هرگز خواهان اثبات چیزی و ایجاد پدیده‌ای مفید نیست، بلکه آفریدهٔ لذت‌جویی هنرمند است و هنرمند با وجود علاقه به آفریده‌اش آن را کنار گذاشته و به دنبال تازه‌تر می‌رود تا لذت‌خواهی هرآن‌متغیر درونش را برآورد و هدفی جز لذت‌جویی ندارد. به باور او برای هنرمند همه‌چیز تنها دست‌آویز هنر اوست و هرگز در بند اخلاق و اجتماع و سنت‌های باستانی نیست و حتی اگر نمودهای هنری‌اش ناخودآگاه مفید یا در بند اجتماع و سنت‌ها شناخته شود، بر او گناهی نیست. ایرانی زیبایی را تنها اکسیر حیات هنرمند می‌داند و آن را «آن» ی می‌داند آنی، فراگیرندهٔ همهٔ رویدادهای گذشته و برخوردار از چیزی تازه‌تر، جوشنده از درون، حتی اگر از بیرون دریافت می‌شود و نمودش تنها در فرمی اصیل است که بندیِ روش نیست.
به نوشتهٔ محمد شمس لنگرودی، ایرانی برخلاف شاعران دوران خود از «توده‌های بی‌سواد و کم‌سواد» فاصله می‌گیرد و «تند و عصبی دست به کودتا و سلاخی بلبل» می‌زند و به همین دلیل مسخرهٔ عام و خاص می‌شود.
در نخستین شمارهٔ دورهٔ دوم خروس جنگی، نمونه‌ای از اشعار مورد نظرشان چاپ می‌شود. شاعر این شعر هوشنگ ایرانی است. شعر «کبود» هوشنگ ایرانی نمونه‌ای تیپیک از نوع هنر خروس جنگی است که نخست با بی‌اعتنایی کامل روبه‌رو شده، و پس از چند سال غوغایی به پا کرد. «کبود» همان است که به پاس وجود ترکیب «جیغ بنفش» در مصراع هفتم آن به این نام معروف شده و پس از آن، کنایه‌ای بر همهٔ اشعار به‌ظاهر بی‌ربط می‌شود. هرچند نام «جیغ بنفش» برای همیشه با نام هوشنگ ایرانی گره خورده و بر همهٔ اشعار او باقی ماند، ولی او عملاً پس از سرودن چند شعر از این دست، این شیوه را رها کرد. برخورد خردکننده‌ای که آن سال تا سال‌ها بعد با او شد و تا حد فلج‌کردن ذهن او پیش رفت، مانع ادامهٔ این شیوه بود.
خروس جنگی بهانه‌ای برای گرد آمدن هنرمندان بی‌هنر در وضعیت مخدوش ضدهنری نبود؛ دلیل این ادعا آثار اندک بعدی هوشنگ ایرانی است. او کتاب مفصلی در باب زیبایی‌شناسی و نقد هنری دارد که در همان سال‌ها چاپ شد و آرای هنری او در آن کتاب آمده است. علاوه بر این، هوشنگ ایرانی به چند زبان مسلط بود و موضوع تز دکترای او نشانگر عمق اندیشهٔ نوجوی اوست. شاید بشود در موفقیتش تردید کرد ولی نمی‌توان ایرانی را به جنجال‌آفرینی بی‌خردانه یا شهرت‌طلبی کاذب ژورنالیستی متهم کرد.
«جیغ بنفش» نتیجهٔ انتخاب آگاهانهٔ یک شیوهٔ هنری مدرن بود. شیوه‌ای که نظر بر «سیلان ذهن» و «ناخودآگاه» هنرمند داشت. اما خروس جنگی که نه پایگاهی در فرهنگ مردم داشت و نه مورد تأیید روشنفکران ایران قرار گرفت، دوام نیاورد. خروس جنگی در این دوره چهار شماره منتشر شد؛ اولین شماره، اول اردی‌بهشت ۱۳۳۰ و آخرین آن، ۱۵ خرداد همان سال، و هر پانزده روز یک شماره. تنها شاعر خروس جنگی، هوشنگ ایرانی بود.

### مجلهٔ موج
در فروردین ۱۳۳۱ یاران خروس جنگی به‌اتفاق پرویز داریوش، منوچهر شیبانی و عبدالحسین احسانی و چند تن دیگر، و با تلاش هوشنگ ایرانی، مجلهٔ موج را منتشر کردند. موج نسبت به خروس جنگی بسیار ملایم و معتدل بود. موج قرار بود فصلنامه باشد، ولی به دلیل فقدان امکانات، پس از یک شماره تعطیل شد. این یک شماره در ۵۰۰ نسخه چاپ شد و علاوه بر شعری از ایرانی، شامل ترجمه‌های وی از گوته، آنری میشو، بودا و تاگور نیز بود.

### مجلهٔ آپادانا
آپادانا فقط دو شماره، در خرداد و تیر ۱۳۳۵، منتشر شد. گردانندگان اصلی آپادانا همان افراد خروس جنگی بودند که با فروکش‌کردن تب و تاب جامعهٔ انقلابی و پر شر و شور، با آن‌که میانه‌ای با انقلاب سیاسی نداشتند و تمام همّ‌شان متوجه مسائل هنری بود، سردتر شده، و ملایم‌تر به ادامهٔ کار پرداخته بودند.
آپادانا در واقع تلفیقی از خروس جنگی و جام جم بود. در شمارهٔ اول آن، که در اول خرداد منتشر شد، مقالهٔ «منظری از قدمت نهصدسالهٔ تجرید در عرفان ایران» از هوشنگ ایرانی در کنار آثاری از جلیل ضیاءپور، سهراب سپهری، نیما یوشیج، آنری میشو، غلامحسین غریب و دیگران به چاپ رسید.
شمارهٔ دوم آپادانا در تیر ۱۳۳۵ منتشر شد و شامل مقالات «راه برهمن و شرنگ شیخ»، «آفرینش» و «پیام جنگل» از هوشنگ ایرانی در کنار آثاری از سهراب سپهری، نصرت رحمانی و دیگران بود.
در دورهٔ آپادانا مجموعاً سه شعر چاپ شد از سهراب سپهری، نصرت رحمانی و ابوالقاسم مسعودی که هر سه شعر منثور بود. خروس جنگی و آپادانا پیشگام شعر منثور بوده‌اند.

### مجلهٔ هنر نو
شمارهٔ سوم و آخر آپادانا — در آذر ۱۳۳۵ با نام هنر نو منتشر شد. در این شماره شعر «چهارشنبهٔ خاکستر» تی. اس. الیوت به ترجمهٔ ایرانی در کنار آثار دیگران منتشر شد. با توجه به این‌که در نیمهٔ دوم دههٔ ۱۳۳۰، به سبب تعمیق یأس ناشی از شکست سیاسی، جوّ تیره‌ای بر زندگی روشنفکران حاکم بود، الیوت از جذاب‌ترین شاعران اروپایی برای شاعران و شعردوستان ایرانی بوده، و ترجمهٔ شعرهای او اثر انکارناپذیری بر روند شکل‌گیری شعر نو پس از کودتا داشته است. ایرانی در پایان مقدمه‌اش یادآوری می‌کند که: «در ترجمهٔ این اثر کوشیده شده است که نظم درونی کلمات و نقشه‌های ذهنی نگهداری شود.»

## نقد ادبی و فرمالیسم
چیزی که باعث شد هوشنگ ایرانی مورد حملهٔ مخالفان نوگرایی قرار گیرد، نه‌فقط شعرهای او، بلکه مقالات انتقادی و تحلیلی او هم بود. او در چند شمارهٔ منتشره از مجلهٔ خروس جنگی به ارایهٔ نظرات خود در مورد شعر و هنر پرداخت. مقالهٔ «شناخت نوی، فرمالیسم» تشریح‌کنندهٔ نظرات هوشنگ ایرانی در باب هنر است. چاپ این مقاله در فضایی که ادبیات متعهد و در خدمت سیاست طرفداران زیادی حتی در بین جامعهٔ حرفه‌ای ادبی ایران داشت، همچون خاری در چشم کهنه‌گرایان می‌نمود. به اعتقاد او «فرم، از آن‌جا که از رویدادهای اصیل درون سرچشمه می‌گیرد و نمود آنان را بی‌دگرگون‌ساختن با خود به نمایش می‌آورد، از هرگونه ریا و ناراستی بیزار است و بشر را به راستگویی وامی‌دارد و می‌کوشد او را آن‌چنان‌که هست بنمایاند.» البته درک هوشنگ ایرانی از فرمالیسم تفاوت‌های زیادی با قواعد آن دارد.
او زیبایی را نه خلق‌شدنی، بلکه کشف‌شدنی می‌دانست. باوری که به نظر مجتبی پورمحسن نمایان‌گر برخی تناقضات فکری در هوشنگ ایرانی است. ایرانی در مقاله‌ای تأکید می‌کند که شعر نه هدیهٔ خدایان، بلکه کوششی است که توانایی‌اش در همه وجود دارد و به کمک آن همه می‌توانند پایه‌گذار زیبایی‌های نو و اصیل باشند. اعتقاد ایرانی به هنر و زیبایی‌های اصیل و همچنین به این نکته که «زیبایی کشف‌شدنی است» نشان می‌دهد که بنیان‌های فکری او بر پایهٔ نوعی متافیزیک استوار است. بر این اساس، اگر بسیاری از کهنه‌گرایان با اعطای موقعیت برتر به «شاعر» او را در جایگاه فرازمینی قرار می‌دادند، هوشنگ ایرانی این نظر را دربارهٔ «زیبایی» دارد.

## هوشنگ ایرانی و نیما یوشیج
هوشنگ ایرانی که اشعار شاعران نوگرای هم‌عصر خویش را نیز مورد انتقاد قرار می‌داد، نوک انتقادهایش متوجه دیدگاه نیما یوشیج نسبت به شعر بود. او مطلقاً به هنر متعهد — حتی خودخواسته‌ترین تعهدها — اعتقادی نداشت و بر آن بود همهٔ قید و بندها را فروریزد و بر خرابهٔ دست‌آوردهای شعر نوی موجود، شعر تازه‌ای بنیاد نهد و اگر تا امروز «کلاسیک‌های جدید» از موضع راست و محافظه‌کارانه با نیما مخالفت می‌کردند، هوشنگ ایرانی از موضع شورشی و چپ با نیما دشمن است:
گذشت زمان هرگونه سکون را محکوم به نابودی می‌کند و درست در آن هنگام که هنرمند اندکی درنگ کند و از دریافت زمان بازماند — هرچند زمان درازی پیشرو باشد و حتی از آغازکنندگان جنبش‌ها باشد — او را به بیغولهٔ کهنه‌ها می‌افکند و حق حیات هنری را از او می‌زداید. نیما یوشیج ده‌ها سال پیش زمان خود را دریافت و بسیاری از بندها را در هم شکست. او در آن دوره زمان را زندگی کرد و در داستان هنری ارزشی زیاد به دست آورد. اما امروز هنر او سکون و کهنگی پذیرفته است و هرچند هنوز هم پیروانش حتی هنر سالخوردهٔ او را نیز درنیافته‌اند، ولی نیما یوشیج از دریافت زمان بازمانده است و در گذشته — هرچند بسیار نزدیک — زندگی می‌کند.
از نظر هوشنگ ایرانی شاعر و شعرش باید مدام و بی‌وقفه در حال تازه‌شدن باشند. از نظر او همواره در زمان حال ماندن تنها راه پیشرو بودن است. از طرفی، هوشنگ ایرانی خود را پیرو نیما نمی‌دانست، چرا که نیما از منظر او به خاطر دیدگاه‌هایش دچار سکون گردیده و متوقف شده بود. به باور هوشنگ ایرانی، کسی که در یک موقعیت خاص ایستاده باشد، نه خودش در جهت زمان پیشروی خواهد کرد، نه همهٔ آن‌هایی که پشت سر او ایستاده‌اند و فرقی هم نمی‌کند که نام این «او» نیما باشد.
ایرانی در نوشته‌ای، پیش‌گفتار نیما بر مجموعه شعر «آخرین نبرد» اسماعیل شاهرودی را به باد انتقاد گرفت و دفاع نیما از شعر اجتماعی شاهرودی را ناشی از عقب‌ماندگی فکری نیما پنداشت. او اجتماع را مبتلا به نوعی «سکون ریایی» می‌دانست که در آن «درون نفرت‌آلود و پوچش» را پنهان می‌سازد و از کشف زیبایی حقیقی جلوگیری می‌کند.
در ادامهٔ همین انتقاد از دیدگاه‌های نیما یوشیج که در تاریخ ۱۳۳۰ صورت گرفته است، هوشنگ ایرانی به برخی از وجوه تفاوت دیدگاه خود با نیما اشاره می‌کند. ایرانی برای شاعر، دریافت خویشتن را تنها راه دریافت هنر (شعر) نو و جهش زندگی می‌داند و در مقابل نیما، آن را غم و رنج شاعرانه و چیزی بی‌فایده می‌خواند. ایرانی معتقد است که نیما، هنرمند را درست در آن‌جا که نباید، یعنی در میان صنف‌های اجتماع می‌جوید و سفارشی‌بودن هنر و بر اثر آن مرگ هنر را حیات او می‌نمایاند و از همه بدتر، توفیق گویندهٔ اشعار را در جدایی کامل خود و گریز از خویشتن آفریننده، تبریک می‌گوید.

## ویژگی‌های شعر
هوشنگ ایرانی از درخشان‌ترین چهره‌های ناکام‌ماندهٔ شعر فارسی است. او اولین شاعر شعر منثوری بود که شعرش تحت تأثیر نیما نبود. هوشنگ ایرانی به همراه شمس‌الدین تندر-کیا و بعدها بیژن جلالی شاعرانی بودند که بی‌اطلاع از کار نیما یوشیج دست به نوآوری زده بودند. ایرانی که اطلاعات وسیعی در عرفان و ریاضیات و منطق داشت، با آشنایی به چند زبان و مطالعهٔ پیگیر و شیفته‌وار، ناگهان شاعر شد. او نه تنها غزل و قصیده‌ای نسرود؛ بلکه با آن‌ها آشنایی نیز نداشت. هنگامی که از اروپا به ایران برگشت و اشعارش را منتشر کرد، هنوز شاعر بالفعلی نبود. او ناگهان و در عرض چند ماه، به‌طور غیرمنتظره‌ای درخشید.
برای بررسی جایگاه شعر هوشنگ ایرانی، باید به فضای ادبی دههٔ ۱۳۳۰ توجه کرد. در حالی که پس از انقلاب نیما در شعر فارسی، هنوز بحث بر سر چگونگی و تأویل این تحول داغ بود، شعرهای هوشنگ ایرانی در کنار نظرات متفاوت او دربارهٔ هنر، که حاصل تفکر روی ادبیات غرب و همچنین عرفان شرق بود، موجی از حرف و حدیث را در فضای ادبی ایران ایجاد کرد. از طرف دیگر، شعرهای هوشنگ ایرانی درست در سال‌هایی منتشر شد که یا جامعهٔ ادبی ایران درگیر آرمان‌گرایی روزهای پرالتهاب پیش از کودتای ۲۸ مرداد سال ۱۳۳۲ بود، یا این‌که در روزهای پس از آن، نوعی سرخوردگی ناشی از شکست سیاسی را تجربه می‌کرد و چنین اجتماعی (ادبی) اندیشه‌ها و اشعار هوشنگ ایرانی را برنمی‌تابید.
شعر او جدای ارزش کیفی‌اش، نگاهی متفاوت به ماهیت ذاتی این هنر داشت. در شعر او نه خبری از طبیعت‌گرایی نیماست و نه آرمان‌گرایی و سیاست‌زدگی بسیاری از شاعران دیگر. از لحاظ زیبایی‌شناسی نیز، زیبایی‌شناسی وی متکی بر دوگانگی خوب و بد، سیاه و سپید و… نیست؛ و این ویژگی خاص شعر او در مفهوم است که کمتر در آثار دیگران دیده می‌شود.
از ویژگی‌های شعر ایرانی می‌توان به استفاده از اصوات و صداهای محض، و نیز جابه‌جایی‌های نحوی، واژه‌سازی‌های مخالف با قاعده، استفاده از سطرهای بی‌معنا، سرایش شعر منثور، ترکیب وزن و بی‌وزنی، و استفاده از حس‌آمیزی اشاره کرد که همگی حاکی از همسویی او با قاعدهٔ آشنایی‌زدایی در سوررئالیسم است.
نزدیک‌کردن شعر به نثر، و از میان برداشتن تمایز میان این دو گونهٔ ادبی، یکی از شگردهای عمده در شعرهای هوشنگ ایرانی بود که چند دهه بعد به یک حادثهٔ بسیار طبیعی و معمولی بدل شد اما در سال‌های ۱۳۳۰ و ۱۳۳۱ یک انقلاب ادبی و پرجسارت محسوب می‌شد. نثروارگی و سادگی بیش‌ازحد که در شماری از شعرهای ایرانی از شاخص‌ترین خصوصیات شعری بود، بسیاری از شاعران آن سال‌ها را در پرتو خود قرار داد.
از دیگر ویژگی‌های شعر او، استفادهٔ گاه‌وبیگاه از اصوات بی‌معنی و تبدیل کردن پاره‌هایی از شعر به موسیقی محض است. بسیاری از این اصوات به رغم ظاهر عجیب و هذیان‌واری که دارند، با تصویر و توصیفی که در پیش و پس از آن‌ها از یک شیء، یک موجود، یا موقعیت به دست داده شده است هماهنگی دارند؛ یا صدای سایه‌ای‌است که شبح‌گون در دخمه‌ای می‌جهد، یا صدای یک غار کبود است که هیولاوار می‌دود؛ گاهی نیز این اصوات بی‌معنی، صرفاً به این قصد در لابه‌لای عبارت‌های شعر — گاه منظم و مکرر و گاه تنها در یکی-دو جا — آورده می‌شوند تا با افزودن بر غلظت موسیقایی کلام، شعر را — در لحظاتی به موسیقی محض تبدیل کنند — از همان نوع موسیقی‌هایی که آدم‌ها گاه در تنهایی‌ها و خلوت‌های خود با زمزمه‌های بی‌معنا یا زاری‌ها و زوزه‌واره‌های خود در پی آفریدن فضای مطلوب یک آواز با آهنگ برمی‌آیند بی‌آن‌که عین عبارت‌های آن آواز یا ریتم آن آهنگ در ذهنشان بوده باشد: «می‌تازد و می‌تازد و می‌تازد… /در پس غبار ابهام بازویی عریان می‌رقصد/... به چشمانش/به دست‌هایش/به‌سینه‌اش/به گلویش/به سمندش/دلهره می‌دهد، نهیب می‌زند، دلهره می‌دهد، نهیب می‌زند/دهیب می‌ددن، هورل می‌هی‌هیب، ددهی دهیب/هوهور هی‌هی‌هیب هوهور هوهور هور/...» (شعر خفقان).
این صوت‌واره‌ها علاوه بر تکرار آهنگین و بی‌معنای عبارات پیشین، نوعی بازآفرینی و تجسم‌بخشی به حالت نهیب و دلهرهٔ درونی است. بر این اساس هوشنگ ایرانی در پاره‌ای از بعضی شعرهای خود در پی تصویرپردازی از حالات درونی آدم‌ها در برابر تأثیرات بیرونی برآمده است؛ حقیقتی که در آن سال‌ها به دلیل عدم درک بسیاری از مخاطبان، حاصلی جز اسباب تمسخر برای سراینده به همراه نداشت و باید سال‌های بسیار سپری می‌شد تا جامعهٔ هنری ایران به درک او که فراتر از زمانهٔ خود بود نایل شود. این ویژگی، در شعر موج نو و کتاب «طرح» احمدرضا احمدی به تأثیر از هوشنگ ایرانی، صورتی معنادار و معقول پیدا کرد و تبدیل به ریز و درشت کردن کلمات تایپی برای نشان دادن شدت و ضعف صداها و صحبت‌ها شد و به این طریق، پس از یک دهه بر درستی آن مهر تأیید زدند.
پس از انتشار اشعار وی، بعضی از منتقدان این سبک را به «روش‌گریزی» دادائیسم نسبت دادند؛ اما به اعتقاد سیروس طاهباز، ردپای عادت‌گریزی را باید در عرفان شرقی که قبلاً در شعر مولانا نمود یافت، جستجو کرد. یکی از مهم‌ترین وجوه بارز اشعار هوشنگ ایرانی به همین نقش اصوات در ساختار شعر برمی‌گردد. وی این تمهید را در شعر معاصر فارسی تجربه کرد. این ویژگی یکی از مواردی است که شعر دهه‌های بعد ایران هنگام تجربه‌اش، نام هوشنگ ایرانی را به خاطر می‌آورد.
از دیگر ویژگی‌های شعر او می‌توان به دست‌کاری در ساختار متداول بعضی از کلمات و جملات اشاره کرد. ساختن فعل از اسم (مثل: سنگیدن) همان روش مرسوم در «شعر زبان» است که پیشینهٔ آن را باید در این‌گونه عبارت‌ها از ایرانی و البته بسیار پیش‌تر از آن در دیوان شمس و اشعار طرزی افشار جستجو کرد. تلاش برای آشنایی‌زدایی در متن شعر باعث می‌شود که حتی گاه شکل دستوری زبان در شعرهای او برهم بخورد که در نتیجهٔ کاربست ذکاوت شاعر و استفاده از کارکردهای کلمات در ادبیات کهن، فضای جدیدی را خلق کرده است.
در حوزهٔ ایجاد ناآشنایی در نحو زبان نیز نمونه‌ها مربوط به جابه‌جایی اجزای ساخت‌های فعلی‌است: «آن آتش سیاه خواهد آمد/و نی‌های لرزان را/خواهد خرد کرد/خواهد کوبید/خواهد نابود کرد. /... /و سایهٔ با شکوه بال‌هایت نقال‌ها را خواهد کور کرد/آرام باش… عقاب سرکش/هنگام خواهد فرارسید/هنگام خواهد فرارسید» (شعر: کاساندرا)
از دیگر ویژگی‌های شعر ایرانی استفاده از حس‌آمیزیها و ترکیبات نوآورانه و ابداعی است. او در شمارهٔ سوم خروس جنگی در یادداشتی به انتقاد از فریدون توللی پرداخت. از نکات این نقد، اشارهٔ نویسنده به تعلق خاطرِ — به باور ایرانی تعصب‌آمیزِ — توللی و همفکران او نسبت به قراردادهای شعری بود که نشان می‌داد سودای نوآوری او ریشه در گذر از قراردادها دارد. به همین دلیل بود که او در شعرهایش از ترکیبات نامأنوس و ابداعی استفاده می‌کرد تا با ساختن ترکیباتی نظیر «جیغ بنفش» و «غار کبود» به درک‌های معمول و نخ‌نماشده از ساختار عبارات پایان دهد. هرچند که وجود چنین ترکیباتی باعث شد که مخالفان و حتی موافقان او بسیاری از زیبایی‌های شعر او را نبینند. در همین شعر «کبود» و در عبارت «گوش-سیاهی ز پشت ظلمت تابوت» با توجه به شباهت آوایی بین واژهٔ «گوژپشت» و عبارت مذکور، شاعر به ایجاد موقعیت‌های گسترده‌تر زبانی پرداخته است.
با این وجود، حس‌آمیزی در شعر هوشنگ ایرانی برخلاف شعر رضا براهنی مصنوعی نیست، بلکه مبتنی بر پایه‌های فیزیولوژی مغز است. ترکیب «جیغ بنفش» او ساختگی نیست. شاعر نخواسته است از آوانگاردهای فرانسوی تقلید کند، آتش به همه‌چیز بزند و خود را خروس جنگی ای معرفی کند که صرفاً آشوب به پا می‌کند. «جیغ بنفش» او نشان از ذهنی پرتلاطم دارد. به باور منتقدان، یک صنعت ادبی همچون حس‌آمیزی اگر مبتنی بر پایه‌های فیزیولوژی مغز باشد می‌تواند منجر به آفرینش جلوه‌های نوین گردد.

## دلایل ناکامی
مهدی اخوان ثالث و احمد شاملو متفق‌القول‌اند که چوب کار هوشنگ ایرانی را نیما یوشیج خورده است و آن را به یک «لتریسم» شتاب‌زده تقلیل می‌دهند و به شدت می‌کوبند. به باور اخوان:
وقتی مولوی می‌گوید: «تن‌تن تننا یاهو» یا می‌گوید: «ای مطرب خوش قاقا تو قیقی و من قوقو» (البته این‌جور کارهای مولوی نسبت به باقی کارهایش مثل نسبت یک به صدهزار است. او یک مثنوی هفتاد منی و یک دیوان صدوچهل‌پنجاه منی دارد گهگاه تک و توکی این‌ها را هم ضمناً دارد) یا وقتی یک بابایی می‌گوید: «نیبون نیبون گی و بلی گیبون» اینان، مولوی و آن بابا هیچ کار بد و خطرناک و حتی تازه‌ای نکرده‌اند. گمان نمی‌کنم هیچ ادیبی حق داشته باشد ازین شطحیات نه خدایا شطح‌گونه‌های مافوق معنی خشمگین شود؛ زیرا این‌ها اشعاری است تا آسمان اصوات پرواز کرده… چه عالم عجیبی را حکایت می‌کند، خواه این عالم یا آن جذبه ناشی از شور و حال صوفیانه در لحظات وصول به مبدأ اعلا باشد، خواه ناشی از صعود بخارات معنوی معدوی به کلّه حاصل خوردن یک رأس کتلت دسته‌دار مع نیم بطر ویسکی جمشید جم در خلوت روشنفکرانهٔ دکهٔ «آبجی کوکوی ارمنی-فرانسوی» ضمن افکار شریفی از قبیل این‌که: «خب امشب که نشد امشب که شوهره آمد.» طفلک «جوگولی جیگون» نقاش ریزه‌نقش «شوشولی موشون» من… و چه قبیل حالات شریف دیگر.
اما شعر ایرانی تنها مبتنی بر اصوات و چگونگی نظم الفاظ نیست. منوچهر آتشی هوشنگ ایرانی را نخستین شاعر پست‌مدرن ایران و دادائیستی ملایم می‌دانست.
ایرانی عرفان، اسطوره و غرب را خوب می‌شناخت؛ از شعر کهن و نیمایی نیز غافل نبود؛ با شعر اروپایی، سمبولیسم فرانسه، تفکرات اوپانیشادی و ریگ‌ودایی هندی آشنایی کامل داشت و این معلومات را در مقالات هنرشناختی و نقدهای ادبی‌اش بروز می‌داد. اما از آن‌جا که ایرانی حیات هنرشناسان را هم‌زمان با حیات فیزیکی هنرمندان می‌دانست و نیز هنرشناسان را قربانی جاودانگی هنرمندان، بین هنرمندبودن و هنرشناس‌بودن معلق باقی ماند.
هم‌دوره‌ای‌های ایرانی — از مخالف و موافق — بر ناتمامی و نقص کار او اتفاق نظر دارند. رضا براهنی، منوچهر آتشی، محمد شمس لنگرودی، اخوان و… به این نکته اشاره کرده‌اند. این راه ناتمام را سهراب سپهری، احمدرضا احمدی، یدالله رؤیایی و بیژن جلالی هر یک به نوعی ادامه دادند.
ناتمامی کار ایرانی در دادائی‌ترین شعرهایش هم مشهود است، به نحوی که این شعرهای سرکش در آغوش دو-سه سطر با فرم‌ها و معانی سرراست پایان می‌یابند و آرام می‌گیرند و در همان فضای عصیانی قطع نمی‌شوند. نمونهٔ این اشعار را در مجموعه شعر «بنفش تند بر خاکستری» می‌توان دید. ایرانی در مجموعه شعرهای بعدی‌اش به اندازهٔ این کتاب انقلابی نیست و «خاکستری» که مجموعهٔ بعدی اوست شکایت از بازدارنده‌هاست؛ جبهه‌گیری‌های سخت و سخره‌ها و خرده‌ها او را بر آن می‌دارد تا بنالد. در مجموعهٔ بعدی، ایرانی دست به عقب‌نشینی دیگری می‌زند؛ نماد تاریکی و نیستی که در اشعار او فارغ از خط‌کشی‌های سیاه و سپید و بقا و فنا بود، در برخی اشعار به کارکردهای کلیشه‌ای تن می‌دهند.
با این وجود، محمد شمس لنگرودی علت اصلی ناکامی ایرانی را در اطلاع ناکافی‌اش از زبان فارسی می‌داند. به باور او اشعار اولیهٔ ایرانی پر از غلط‌های فاحش زبانی و دستوری و انشایی‌اند و هنگام خواندن بسیاری از اشعارش احساس می‌شود شعری چون آتش، توفنده و سرکش از درونش شعله می‌کشد، اما محمل‌ها و راه‌هایش را برای پرکشیدن و بیرون‌زدن نمی‌یابد، که به گمان شمس لنگرودی علتش ناتوانی احضار به‌هنگام کلمات درخور است. به باور او هوشنگ ایرانی مترجم بالفعل اشعار بالقوه عظیم خویش است. او در لحظات غریب شاعرانه قرار می‌گیرد، اما کلمات لازم را در ذهن خود نمی‌یابد و باید مانند یک مترجم بیندیشد و کلمهٔ لازم را بیابد. به باور لنگرودی، عصیان و شورشگری و بندگسیختگی ایرانی نیز از همین روست؛ و درست در چنین وضعیت‌هایی‌است که شاعر دست به نوآوری‌های کاذب و صوری می‌زند؛ چنان‌که در بسیاری از اشعار ایرانی می‌بینیم. شاعر در درونش شعلهٔ سوزانی را احساس می‌کند، ولی چیزی که نوشته می‌شود آن نیست.
از طرفی، اگر او نتوانست تحول بنیادین خود را مانند نیما در انطباق نسبی با سنت به پیش ببرد، به این دلیل بود که نوآوری‌های او با روال طبیعی و تدریجی تحولات هنری همراه نبود. او نتوانست از طریق تقویت توانایی‌های تئوریک خود و سماجت در استمراربخشی به تبلیغ و تعلیم و اثرگذاری بر مخاطبان و بالاتر از آن، تلاش برای ایجاد ترکیبی خردپسندانه و متناسب با شرایط اجتماعی از عناصر و امکانات هنر بیگانه با بافت و بنیاد و فضا و فرهنگ بومی در عمل، یک جریان جدی و جاذبه‌دار برای جوانان هم‌سن‌وسال خود که نیروهای جستجوگر آن سال‌ها را تشکیل می‌دادند به وجود بیاورد تا آن‌جا که حتی دوستان هم‌مشرب او نیز که مثل همهٔ مردم ایران چندان عادتی به این‌گونه تندروی‌ها‍ و افراط‌کاری‌ها نداشتند، جرأت و جسارت چندانی از خود برای حمایت از او در عمل نشان ندادند و تنها یدالله رؤیایی و سهراب سپهری، در نقش هوادار او، بعدها بعضی از تجربیات او را در شعرهای خود به کار گرفتند. از میان دوستان همفکر او، غلامحسین غریب با مجموعه شعر «شکست حماست» تنها شیوهٔ شعر سپید یا به قول خودش «شعر منثور» را پسندید و بی‌آن‌که هیچ‌گونه آگاهی با مطالعه‌ای دربارهٔ شعر سپید یا آزاد یا منثور اروپایی و ایرانی داشته باشد به تأثیر از معاشرت‌های خود با هوشنگ ایرانی، به سرودن آن پرداخت، بدون آن‌که حتی به این تأثیرپذیری اذعان کند.
مقالات چندگانه‌ای که از هوشنگ ایرانی به جا مانده است از نظر غنای درونی و قدرت اثرگذاری چندان قابل مقایسه با نوشته‌های تئوریک نیما نیست. مقالات ایرانی به دلیل کلی‌گویی، شاعرانگی، ابهام‌آمیزی، احساس‌انگیزی و کشف و شهودوارگی، بیشتر به بعضی از شعرهای خود ایرانی و سهراب سپهری شباهت دارند تا نوشته‌های توضیحی و تحلیلی. نویسنده گویی در حین نگارش آن‌ها نیز همچنان مشغول کندوکاوهای شهودآمیز و شاعرانه بوده است.
ستیز خشونت‌آمیز با موجودیت ادبیات قدیم و انکار همهٔ میراث آن از رودکی تا نیما یوشیج، آن هم با یک زبان تند و تلخ، چهره‌ای آنارشیستی از هوشنگ ایرانی و همفکرانش در نظر مردم به نمایش گذاشت و مردمی را که هنوز تنها تعداد انگشت‌شماری از آن‌ها اصلاحات ادبی نیما را به صورت نیم‌بند و با سرسختی بسیار به رسمیت شناخته بودند به‌شدت عصبانی کرد و در دل به این اندیشه واداشت که گویی این جوانان تازه‌به‌دوران‌رسیده در صدد نابودی میراث چندصدسالهٔ ادبیات ایران هستند. زبانی که بیانیهٔ «سلاخ بلبل» به کار گرفته بود فاقد متانت و استحکام نوآورانه بود؛ زبانی عصبی و خودنما که می‌خواست به هر قیمتی جلب نظر کند در آن شرایط تاریخی کارآمد نبود.
به باور محمد آزرم اما نادیده‌گرفتن تسلط همه‌جانبهٔ گفتمان شعر رسمی را بر اکثریت قریب به اتفاق نشریه‌ها و مکان‌های ادبی ساده‌انگاری است؛ گفتمانی که خود را پیرو نیما و ستایشگر او و چند چهرهٔ پس از او می‌دانست، نه‌فقط از هر امکانی برای تخطئه و بیرون‌راندن شعرهای متفاوت و متمایز استفاده می‌کرد، بلکه کوشید تا گذشتهٔ شعر معاصر را پشت تأویل خود از آنچه اتفاق افتاده پنهان کند. نهاد نو ادبی که اندک‌زمانی بعد به شعر رسمی بدل شد و نهاد سنتی که آرام‌آرام به رشتهٔ ادبیات و انجمن‌های ادبی محدود می‌شد، در مورد هوشنگ ایرانی و شعر او توافقی عملی داشتند و چنان آن را مورد حمله و طعنه و تمسخر قرار دادند که ارتباط نسل‌های بعدی شعر با شعر او قطع شد یا سال‌ها مختل گردید و به تأخیر افتاد، در حالی که شعر نیما و شعر هوشنگ ایرانی هم‌زمان در مجامع شعری مطرح شده بودند.

## تأثیر بر شعر معاصر

### شعر عرفانی
رابطهٔ هوشنگ ایرانی با عرفان مبهم است. از سویی شعرهایش عرفانی و شرق‌گرایانه و ضدعقل‌گرایی است، ولی دست‌کم در ابتدای فعالیت ادبی‌اش عقایدی در ضدیت با عرفان و متافیزیک داشت. او در مقدمهٔ ترجمه‌اش از کتاب «دانش بشر» برتراند راسل، چاپ‌شده در ماهنامهٔ دانش، اردی‌بهشت ۱۳۲۸، شماره ۲ می‌نویسد:
«این تحول شگرف در تمام شعب دانش رسوخ کرده است و حتی در عالم هرج‌ومرجی گیج‌کننده به وجود آورده. در این میان مکاتب قدیم فلسفه که اصول عقایدشان بر شهود و اشراق متکی بود برای هماهنگ‌شدن با این تحولات لباس‌هایی جدید بر تن کردند و با سلاح‌های تازه مجهز گشتند، اما علمای دقیق به‌زودی نقاب ریا را از روی آنان به کنار زدند و نام حقیقی هریک را اعلام کردند. در میان این گروه دانشمندان که همه‌چیز را با ترازوی حساس منطق علمی می‌سنجند و تا آن‌جا که بتوانند بی‌طرفانه قضاوت می‌کنند «برتراند راسل» فیلسوف بزرگ انگلیسی مقامی مخصوص دارد و پیشروترین آن‌ها محسوب می‌گردد. [...] «راسل» برخلاف «وایتهد» و «جیمز» که تحت تأثیر عقاید ظاهرفریب عرفانی «برگسون» رفته بودند خود را مستقل و بی‌طرف نگاه داشت پس از مطالعات بسیاری که در ریاضیات کرد وارد میدان فلسفه گردید و «برگسون» را دشمن شمارهٔ یک علم تشخیص داد و او را شاعری لطیفه‌پرداز نامید. شاید بتوان گفت که «راسل» طرفدار فلسفهٔ تحققی است، اما از آن‌جا که هر فیلسوفی مشربی مخصوص به خود دارد نامیدن و نام‌گزاری عقاید او اعتباری خواهد بود و کلمات معانی دیگری به خود خواهند گرفت. آرای فیلسوف معاصر فرانسوی «ژان‌پل سارتر» که رهبر اصالت‌وجودی‌ها می‌باشد هدف حملهٔ شدید او قرار دارد و عقاید واهی و حباب‌مانند او را به‌کلی ابطال کرده است.»
با این حال، تز دکترای هوشنگ ایرانی در ۱۳۲۹ «فضا و زمان در تفکر هندی» بود و با بازگشت به ایران در ۱۸ آبان ۱۳۲۹ پیشگام شعر نو عرفانی ایران شد.
اولین تأثیر شعر عارفانهٔ ایرانی را می‌توان بر روی دیگر اعضای خروس جنگی نظیر غلامحسین غریب دید؛ اما قابل توجه‌ترین اتفاق در عرصهٔ شعر نو، چرخش سهراب سپهری از زبان نیمایی به زبان هوشنگ ایرانی بود که در ۱۳۳۲ رخ داد. اهمیت این اتفاق در این بود که در آن سال‌ها، متأثران از نیما فراوان بودند، ولی کسی که به زبان شعر هوشنگ ایرانی و زیبایی‌شناسی او وقوف یابد چندان نبود. سپهری، تنها شاعر متأثر از درک ایرانی بود که زبان او را تا حد چشمگیری تکامل بخشید؛ و این سخن بدین معنی‌است که اگر استعداد درخشان و پشتکار سنجیدهٔ سپهری نبود، با وضع آشفته و زندگی رقت‌انگیزی که ایرانی پیدا کرده بود و شعر را رها کرده بود، دست‌آوردهای ایرانی در شعر نو، نیمه‌کاره و ناقص رها می‌ماند.
سپهری که با اشعار رمانتیک و ابتدایی «کنار چمن» به عرصهٔ شعر وارد شد، در سال‌های ۱۳۲۷–۱۳۲۸ با شعر نیما آشنا شده و تحت تأثیر او مجموعه شعر مرگ رنگ را در ۱۳۳۰ چاپ کرد و پس از آشنایی با شعر و اندیشهٔ هوشنگ ایرانی، از مجموعهٔ زندگی خواب‌ها به بعد به‌شدت تحت تأثیر اندیشه، دید و زبان هوشنگ ایرانی است. او تحت این تأثیرات به بودیسم و عرفان روی آورد؛ در خلسه رها شد؛ عقل و وزن و قافیه از دستش فروریخت؛ شعرش پاک و فارغ از هرگونه قیدی شد؛ و همین هنگام بود که اشعارش شباهتی غریب به اشعار هوشنگ ایرانی — تنها شاعر عارف نوپرداز — پیدا کرد که حاصل آن آوار آفتاب بود. اگرچه رنگ دید و اندیشهٔ هوشنگ ایرانی در آثار سپهری کاملاً مشخص و پیداست، اما شعر سپهری فرقی نیز با شعر ایرانی داشت؛ و این فرق، تفاوت روحیهٔ این دو شاعر است. ایرانی از همان نخست روحیه‌ای توفنده و معترض و سرکش داشت، او به قول خود از همان نخست «سلاخ بلبل» بود ولی روح آرامش‌طلب سپهری (که به‌مرور بدان دست می‌یابد)، شعر او را از اشعار طوفانی ایرانی متمایز می‌کند.
سپهری به هنگام انتشار زندگی خواب‌ها اشاره‌ای به گرایش و علایق عرفانی خود نکرد. او ۸ سال بعد هنگامی که کتاب آوار آفتاب را منتشر کرد، در مقدمهٔ کتاب به این نکته پرداخت. آوار آفتاب با جمله‌ای از بودا آغاز می‌شود که می‌گوید: «و از ترسِ برهم آفتاب طلوع می‌کند»؛ و شامل مقدمه‌ای است در دفاع از اندیشهٔ وحدت‌گرای آسیایی و چند قطعه شعر. او در مقدمهٔ چاپ اول آوار آفتاب، اندیشه‌اش را توضیح می‌دهد. مقدمهٔ او با نثری شاعرانه، بسیار شبیه به یادداشت‌های هوشنگ ایرانی با همان سبک نثر بود و بعدها، همچون دیگر مقدمه‌ها و توضیحات پیرامون اشعارش، در چاپ‌های بعدی حذف شد.

### شعر سپید
هوشنگ ایرانی از جمله نخستین نویسندگانی است که نداشتن وسواس وزن و قافیه، و رها شدن در بی‌اختیاری تخیل را توصیه کرده و در کار خویش نیز به این شیوهٔ نوشتن چشم داشته است. راهی را که هوشنگ ایرانی و شاعرانی چون محمد مقدم، شین پرتو، غلامحسین غریب و منوچهر شیبانی شروع کرده بودند احمد شاملو یک‌تنه ادامه داد و بدین اعتبار است که شعر سپید با احمد شاملو شناخته شد و او بانی آن نام گرفت، درحالی که پیش از او هوشنگ ایرانی و دیگران راه را گشوده بودند.
شاملو اگرچه از لحاظ دید نیماگراست، اما از لحاظ زبان و قالب، ادامهٔ جریان شعر حاشیه‌ای و سپید است که در کنار شعر مکتب سخن و شعر نیمایی به وجود آمده بود اما تا پیدایش شعر شاملو جدی گرفته نشده بود. به عبارت دیگر، اگرچه نیما قافیه و تساوی ابیات را کنار گذاشت و شعر فارسی را نو کرد اما امتیاز عدول قاطع از سلطنت اوزان عروضی به کسانی همچون هوشنگ ایرانی و شین پرتو و پرویز داریوش می‌رسد که کار هیچ‌کدامشان جدی گرفته نشده است. جدی نگرفتن کار آنان از آن رو بود که آن‌ها با عدول از به کار بردن اوزان عروضی، آخرین و مهم‌ترین رکن از تعریف کلاسیک از شعر را به چالش کشیدند و دیگر وجه عینی (و بیشتر سمعی) معینی را برای تشخیص شعر از غیرشعر باقی نگذاشتند.
شاملو با عدول از وزن عروضی، به تجدید نظر در تعریف کلاسیک از شعر نپرداخت بلکه فقط کوشید با یافتن جانشینی برای وزن عروضی، زبان به کار رفته در آثار خود را از سطح نثر روزنامه‌ای و قطعات ادبی ارتقاء داده و آن‌ها را، به خاطر نوع زبان از این انواع متفاوت نماید. در این مورد نیز جستجوی زبان آهنگین به وسیلهٔ تندرکیا و هوشنگ ایرانی در کار شاملو به پاسخ رسید.
نویسندهٔ دیگری که بر همین سیاق می‌اندیشید و شعر می‌نوشت پرویز داریوش بود. پس از او باید از بهمن فرسی نام برد که در دههٔ ۱۳۳۰ با کتاب «نبیره‌های بابا آدم» به همین راه رفت و تا به امروز نیز، با انتشار مجموعهٔ «خودرنگ» خویش در لندن، همچنان کاری را عرضه می‌دارد که از جریان اصلی شعر معاصر دوری می‌گزیند اما به استقلالی که بتواند ماندگاری شاعر را تضمین کند نمی‌رسد.

### شعر سوررئالیستی
اعضای انجمن هنری خروس جنگی نخستین کسانی بودند که به صورت عملی و تئوریک، اندیشه‌های سوررئالیستی را — درست ۲۴ سال پس از انتشار اولین بیانیهٔ سوررئالیست‌ها در فرانسه در ۱۹۲۵ — به عرصهٔ هنر و ادبیات ایران وارد کردند؛ و هوشنگ ایرانی به دلیل تحصیل در اروپا، حلقهٔ واصل این انتقال بود. هم‌او بود که برای اولین‌بار دوستان هم‌محفل خود را با اندیشه‌های سوررئالیستی آشنا کرد؛ به تأثیر از او بود که غلامحسین غریب در همان شمارهٔ اول از دورهٔ دوم خروس جنگی، در تشریح اتوماسیون یا نگارش خودبه‌خود مقاله‌ای نوشت.
آشنایی‌زدایی و عادت‌شکنی نیز که از قاعده‌های محوری در سوررئالیسم محسوب می‌شود، اسکلت ساختمان فکری و کنشگری‌های هوشنگ ایرانی — بیشتر در عمل و با افراط‌گرایی — و دوستانش — بیشتر در اعتقاد و با احتیاط — را تشکیل می‌داد.
دادائیسم و بعدها سوررئالیسم، در زادگاه خود، اروپا، پاسخ به آرمان‌گرایی از بین رفتهٔ بعد از جنگ جهانی دوم بود. اگرچه این حادثه چند دهه پیش‌تر در اروپا رخ داده و محصول شعر آن نیز نمایندگانی چون هوشنگ ایرانی و شمس‌الدین تندر-کیا و فریدون رهنما در ایران داشت، ولی به دلیل نبود زمینهٔ اجتماعی، این هنر هنوز در ایران بُردی نداشت تا شکست نهضت ملی‌شدن نفت و گسترش شهرنشینی و رفاه و پاره‌ای آزادی‌های ضدسنت پیش آمد و محیط را برای گسترش دادائیستی-سوررئالیستی آماده کرد.
پس از ایرانی، توجه برخی شاعران به مسئلهٔ نوشتن خودکارانه دریچه‌های تازه‌ای را در شعر معاصر گشود. از این نظر شعر سهراب سپهری (در دورهٔ نخست)، شعر یدالله رؤیایی (از «دریایی‌ها» به بعد) و شعر فروغ فرخزاد (از «تولدی دیگر» بدین سو) همگی مولود نزدیکی تئوری‌های نیمایی در مورد شعر از یک‌سو، و تئوری‌های غیرنیمایی شعر حاشیه‌ای و هوشنگ ایرانی به‌عنوان نمایندهٔ آن از سوی دیگر است. از این میان و بیش از هر کس دیگر یدالله رؤیایی به شعر حاشیه‌ای نزدیک می‌شود و بسیاری از اجزای تئوری «شعر حجم» خود را از آنان وام می‌گیرد.
با این وجود، هوشنگ ایرانی که بی‌پرواترین و نوگراترین شاعر اواخر دههٔ ۱۳۲۰ و سال‌های نخست دههٔ ۱۳۳۰ و نخستین منادی سوررئالیسم در شعر ایران بود، پس از کودتا، خسته و مأیوس و سرخورده از بی‌توجهی جامعه، شعر را رها کرده، به گوشه‌ای نشسته و گاه فقط به ترجمهٔ متون بودیستی می‌پرداخت و نقشی در پیشبرد این نحلهٔ نوِ در حال تکوین نداشت. تندرکیا اگرچه هنوز هم همان شعرهای به‌ظاهر سوررئالیستی را می‌گفت و پخش می‌کرد، ولی نوشته‌هایش توجهی جلب نمی‌کرد. فریدون رهنما در اواخر دههٔ ۱۳۲۰ با کوله‌باری از دانش نو و اشتیاق به آموزش، از فرانسه به ایران بازگشته، نگاه شاملوی جوان را به شعر تغییر داده، و هنوز با همان شور و شوق به ترجمهٔ شعر مدرن اروپا و گفتگو با شاعران جوان مشغول بود.

### شعر موج نو
انتشار «طرح» احمدرضا احمدی، سرآغاز شعر موج نو در ایران است. اگرچه ده سال پیش‌تر، هوشنگ ایرانی بعد از بازگشت از اروپا به ایران، تحت تأثیر سوررئالیست‌های اروپایی، چندین مجموعه شعر — که از هر نظر تازگی داشت — انتشار داده و غوغایی برانگیخته بود، ولی حرکت ایرانی بی‌هنگام بود و در نتیجه، سرکوب همه‌سویه و توأمان نوپردازان و کهنه‌سرایان را به همراه داشت.
شعر احمدی — همچون شعر سپهری — فرزند بلافصل شعر هوشنگ ایرانی بود که به‌هنگام متولد شد. شعر سپهری، اندیشهٔ وحدت‌گرای بودیستی به‌سرانجام‌رسیدهٔ ایرانی را به ارث برد؛ شعر احمدی، شکل بیقرار جستجوگرانهٔ شعر ایرانی را.
هوشنگ ایرانی، اشعار عرفانی و غیرمتعهدش را درست در اوج جامعه‌گرایی متعهدانهٔ روشنفکران ایرانی — که کلید درهای فروبستهٔ دنیا را در دستشان احساس می‌کردند — منتشر کرد و مورد تمسخر سخت منتقدان قرار گرفت. از اشعار ایرانی پیداست که در آن روزگار، او به لحاظ روحی، شاعری شتابزده، هیجانی، خوش‌باور، و به لحاظ سیاسی ناپخته بود. او پختگی فطری و جِبِلّی سهراب سپهری و درک سیاسی او را نداشت تا همچون سنگی صبور، آرام به کناری بنشیند، بنویسد و بنویسد، پاره کند، کنایه و فحش بشنود، تا در روز موعود، روزی که نیما تأیید و تثبیت می‌شود؛ شعر نو به ثمر می‌رسد؛ قشرها و طبقات اجتماعی دیگری شکل می‌گیرد؛ و خوانندگان پی‌گیر و مؤمن اشعار غیرمتعهد در عرصهٔ ادبیات ظاهر می‌شوند، شعرهایش را به چاپ برساند.
هوشنگ ایرانی، به محض ورود به ایران، با ذوق‌زدگی و خوش‌باوری و ناپختگی، تند تند، چند کتاب شعر چاپ کرد و بلافاصله با تمسخر و توهین و دهن‌کجی مواجه شد، خود را باخت، به کناری نشست، به مشروب پناه برد و به سرطان مبتلا شد. اما سپهری — که به یک معنا شاگرد او بود — با صبر و حوصلهٔ فطری کار کرد، موضع را شناخت، کتاب آوار آفتاب را که در ۱۳۳۷ آمادهٔ چاپ بود تا ۱۳۴۰ نگه داشت، و به روزگاری که بوی بهبود از اوضاع می‌شنید، فعالیتش را تشدید کرد، و زحمتش را به ثمر رساند.
اما وضع احمدرضا احمدی با هر دوی آن‌ها فرق داشت: او نه دانش و تجربهٔ هوشنگ ایرانی را داشت و نه صبر و پختگی جبلی سهراب سپهری را. او یک اقبال تاریخی داشت؛ و اقبال تاریخی او این بود که ذوق زیبایی‌شناختی و آغاز فعالیت شاعری او (سال ۱۳۴۱)، با ذوق و نیاز عمومی قشرهای نوظهوری در جامعه هم‌زمان شد که در پی دهه‌ای تلاش حکومت پهلوی برای استقرار نوعی مدرنیسم اجتماعی-اقتصادی در ایران شکل گرفته بودند و منتظر اشعاری متفاوت و غیرمتعهد و بسیار مدرن بودند.
با انتشار کتاب طرح از احمدرضا احمدی، نوع دیگری از شعر — که از دیرباز با هوشنگ ایرانی آغاز شده بود — با نام شعر موج نو، در شعر فارسی تثبیت شد و جریان چشمگیری به دنبال آورد. پس از احمدی گروهی از شاعران شعر موج نو به شعر هوشنگ ایرانی بیشتر نزدیک شدند و سعی کردند به احیای آن بپردازند که به «شعر دیگر» منجر شد.

### شعر حجم و شعر فرمالیستی
هوشنگ ایرانی بر این باور بود که همهٔ افراد بشر هنرمندند اما نام هنرمند تنها زیبندهٔ گروهی است که فرم را رشته‌ای جاندار می‌یابند نه قالبی بی‌جان. این ویژگی خاص شعر ایرانی در فرم، در حدی که او پیش گرفته بود، در آثار هم‌عصرانش دیده نمی‌شود.
پس از ایرانی، پرویز داریوش در مزامیر و مقدمهٔ مفصل آن به نام «جدالی در شعر» در اثبات حقانیت این نوع شعر کوشید. ولی بیش از هر کس دیگر یدالله رؤیایی به شعر وی نزدیک شد و بسیاری از اجزای تئوری «شعر حجم» خود را از دیدگاه‌های او وام گرفت.

## نقاشی

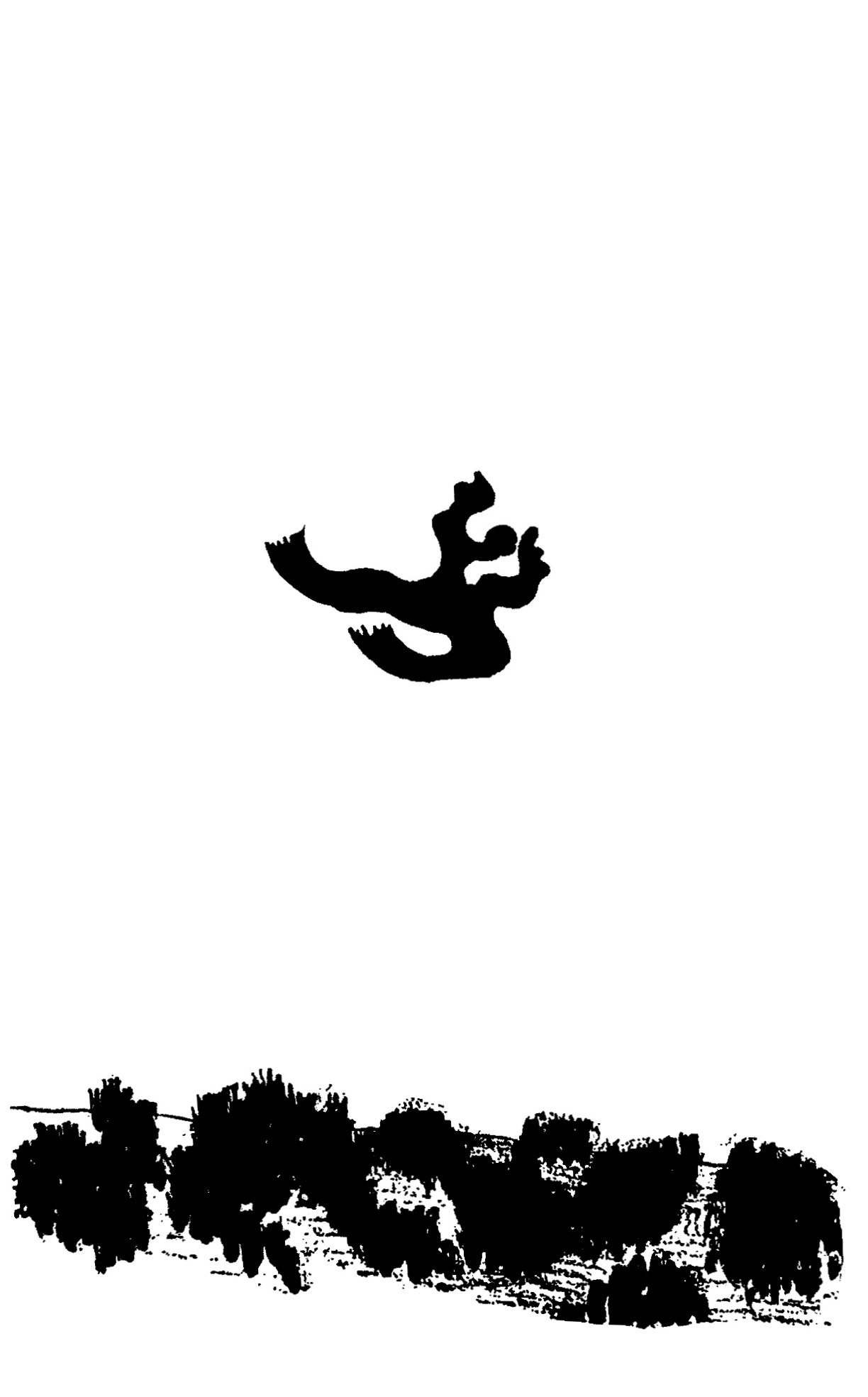

علاوه بر شعر، هوشنگ ایرانی یکی از پیشروهای نقاشی مدرن در ایران نیز به‌شمار می‌رود. او از مرموزترین هنرمندان هنر مدرن در ایران است؛ نقاشی که از او کمتر تابلو دیده شده و شاعری که هیچ‌یک از کتاب‌های شعر خود را بیشتر از دویست‌وسی نسخه چاپ نکرد. تقریباً از هر سال، دو ماه را بیشتر در ایران نبود؛ و در شرایطی که همه برای تحصیل و دریافت هنر نو به پاریس و آمریکا می‌رفتند، به جنوب اسپانیا می‌رفت.
لفظ دِسَن (به فرانسوی: Design) را ایرانی خود در میان نقاشان ایرانی معمول کرد. او کارهای خود را نقاشی نمی‌دانست و با لفظِ دِسَن بر طرح‌بودن‌شان تأکید داشت. هرچند طرح‌های او شکل کار هیچ‌کس نبود و ذهنیت خاصی را تعریف نمی‌کرد، اما در حقیقت او مجذوب آرایی از بیانیهٔ اهالی سوررئالیسم بود.
طرح‌های هوشنگ ایرانی زمینه نداشت و تک‌رنگ سیاه بود. او در طرح‌هایش با کشیدن معرفت اشیاء به جای شکل اشیاء، سعی داشت اثر خود را به سوی نوعی تقدس بکشاند. همهٔ طراحی‌های ایرانی در قطع کوچک کشیده شده‌اند و تابلوهای او کمتر از یک صفحهٔ یک دفترند. او می‌خواست با آوردن فیگور در وسط صفحهٔ سفید و ایجاد خلأ در اطراف آن، تکنیکی از کوبیسم را برای اولین‌بار در ایران اجرا کند که در فرانسه به عنوان «تکنیک ساختمان فضایی» معروف بود.
چند فیگوری که در طرح‌هایش کشیده، بدن‌هایی شبیه بدن انسانی بی‌استخوان است و گویی مانند اکسپرسیونیست‌های قرن بیستم متأثر است از نقص‌های جسمانی، بیماری‌ها و ابراز وحشت. او در طرح‌هایش، نوعی ایهام بصری به وجود می‌آورد و حتی نظیر کارهای رنه ماگریت، دست به حیله‌های فضایی می‌زد (نگاه کنید به بدن انسانی بی‌استخوان و مایع‌شده روی یک بلور کریستال). در عین حال، طرح‌های در هوا، بدون چارچوب و قاب، باعث شده تا وجه مادی کار دیده نشود.
یکی از طراحی‌های وی نزدیکی‌هایی به تابلوی «گرنیکا» اثر پیکاسو دارد. در اثر او مانند پیکاسو خشم مردم، ترس از جنگ و پرچمی بر فراز دیده می‌شود. پیکاسو هم وقتی می‌خواست گرنیکا را بکشد به جنگ داخلی اسپانیا اندیشیده بود. این طراحی را هم ایرانی در اسپانیا کشیده است. در طراحی دیگرش نماد آزادی آمریکا را سیاه آورده و در درون آن آدمی در شکل نشستن یوگایی به صورت سفید نشانده است. او در این تابلو آزادی را نه در مجسمهٔ آزادی، که در حالت یوگا می‌بیند. علی‌رغم خشن بودن خط‌های زمینهٔ طراحی‌ها، یک نوع لبه‌های نرم و عرفانی هم وجود دارد.
ساده‌ترین طراحی او طرحی است که پرنده‌ای به هیئت انسان از فراز یک باغ و درختان در حال گذر است؛ نزدیکی‌های فاحشی با تابلوی «چهار ساعت از تابستان» اثر ایو تانگی در این کار دیده می‌شود. بعدتر سهراب سپهری و منوچهر شیبانی از حالت کشیدن قلم‌مو برای ساخت درخت از این تکنیک ایرانی استفاده می‌کنند.

## آثار

### کتاب

#### تألیف
مجموعه شعر
- بنفش تند بر خاکستری: چند شعر، تهران: [ناشر مؤلف]، شهریور ۱۳۳۰[۱۷۳]
- خاکستری: چند شعر دیگر، تهران: [ناشر مؤلف]، خرداد ۱۳۳۱[۱۷۴]
- شعله‌ای پرده را برگرفت و ابلیس به درون آمد: و باز هم چند شعر، تهران: [ناشر مؤلف]، آبان ۱۳۳۱[۱۷۵]
- اکنون به تو می‌اندیشم، به توها می‌اندیشم، تهران: [بی‌نا]، دی ۱۳۳۴[۱۷۶]

طراحی
- چند دِسَن، تهران: [بی‌نا]، اردی‌بهشت ۱۳۳۱[۱۷۷][۱۷۸]

تحلیلی
- شناخت هنر: در راه یک جهان‌بینی هنری، تهران: [بی‌نا]، دی ۱۳۳۰[۱۷۹][۱۸۰]
- نامه به آقای حسین کاظم‌زاده ایرانشهر: دربارهٔ مجموعهٔ ایشان که به نام کنفسیوس در تهران منتشر شده است، تهران: [بی‌نا]، ۱۳۳۵[۱۸۱]

مجموعه اشعار او به همراه «چند دِسَن» و «شناخت هنر: در راه یک جهان‌بینی هنری» اخیراً به کوشش شهرام اناری و با مقدمهٔ منوچهر آتشی در یک کتاب جمع‌آوری و چاپ شده است. این مجموعه ناقص است و بعضی شعرهای او را دربر نمی‌گیرد:
- «از بنفش تند تا… به تو می‌اندیشم: مجموعه اشعار و اندیشهٔ هوشنگ ایرانی»، هوشنگ ایرانی، [به کوشش:] شهرام اناری، [با مقدمه:] منوچهر آتشی، تهران: نشر نخستین، زمستان ۱۳۸۷[۱۸۳]

#### ترجمه
کتاب
- اسکار وایلد — مسعود سعد سلیمان، اسکار وایلد، [بی‌جا]: [بی‌نا]، [بی‌تا][۱۸۴]
- سالومه، اسکار وایلد، تهران: کتابفروشی گلشائی، ۱۳۲۷[۱۸۵]
- ناله‌هایی از زندان ریدینگ، اسکار وایلد، تهران: [بی‌نا]، ۱۳۲۷[۱۸۶] (شعر)
- داستان‌ها، اسکار وایلد، [بی‌جا]: [بی‌نا]، ۱۳۲۸[۱۸۷]
- فروید و آینده، توماس مان، تهران: مجلهٔ اندیشه و هنر، ۱۳۳۳[۱۸۸] (نقد)

مجله
- حیات من، آنری میشو، تهران: موج، شماره ۱، فروردین ۱۳۳۱[۱۸۹] (شعر)
- در تنهایی، بودا، موج، شماره ۱، فروردین ۱۳۳۱[۱۹۰]
- چون او، رابیندرانات تاگور، موج، شماره ۱، فروردین ۱۳۳۱[۱۹۱] (شعر)
- چهارشنبهٔ خاکستر، تی. اس. الیوت، تهران: مجله هنر نو، آذر ۱۳۳۵[۱۹۲] (شعر)

### مقاله
تألیف
- اشتفان گئورگه، ماهنامهٔ دانش، شماره ۴، تیر ۱۳۲۸[۱۹۳]
- منظری از قدمت نهصدسالهٔ تجرید در عرفان ایران، تهران: آپادانا، شمارهٔ اول، خرداد ۱۳۳۵[۱۹۴]
- راه برهمن و شرنگ شیخ، تهران: آپادانا، شمارهٔ دوم، تیرماه ۱۳۳۵[۱۹۵]
- آفرینش، تهران: آپادانا، شمارهٔ دوم، تیرماه ۱۳۳۵[۱۹۶]
- پیام جنگل، تهران: آپادانا، شمارهٔ دوم، تیرماه ۱۳۳۵[۱۹۷]
- مقدمه‌ای بر ترجمهٔ چهارشنبهٔ خاکستر، تهران: مجله هنر نو، آذر ۱۳۳۵[۱۹۸]

ترجمه
- دانش بشر — فصل اول، برتراند راسل، ماهنامهٔ دانش، شماره ۲، اردی‌بهشت ۱۳۲۸[۱۳]
- انحطاط غرب، اسوالد اشپنگلر، ماهنامهٔ دانش، شماره ۳، خرداد ۱۳۲۸[۱۴]
- دانش بشر — فصل دوم، برتراند راسل، ماهنامهٔ دانش، شماره ۵، مرداد ۱۳۲۸[۱۵]
- لوژیستیک، آ. ولف، ماهنامهٔ دانش، شماره ۶، شهریور ۱۳۲۸[۱۶]
- رؤیا، یوهان ولفگانگ فون گوته، موج، شماره ۱، فروردین ۱۳۳۱[۱۹۹]

### آثار پیرامون هوشنگ ایرانی
کتاب
- خروس جنگی بی‌مانند: دربارهٔ زندگی و هنر هوشنگ ایرانی، [به کوشش:] سیروس طاهباز، تهران: نشر و پژوهش فرزان روز، ۱۳۸۰[۲۰۰]
- مرا با دریاهای مرده کاری نیست: زندگی و شعر هوشنگ ایرانی، تیمور آقامحمدی، تهران: نشر ثالث، ۱۳۹۰[۲۰۱]

مجله
- فصلنامهٔ گوهران؛ ویژه‌نامهٔ نهضت خروس جنگی ویژهٔ غلامحسین غریب و هوشنگ ایرانی، بهار و تابستان ۱۳۸۴، شماره ۷ و ۸[۲۰۲]

## حضور در فرهنگ عامه، خاطرات و آثار دیگران
پرویز داریوش در اسفند ۱۳۳۶ مجموعه شعر «مزامیر» را به چاپ رساند. مقدمهٔ بسیار مفصل این مجموعه به نام «جدالی در شعر» به صورت گفتگویی است بین چندین گروه مختلف‌الرأی پیرامون شعر نو و شاعر با قرار دادنِ حرفِ اولِ نامِ هر صاحب‌نظر در جلوی سخن، او را می‌شناساند. در این مجموعه حرف «الف» به هوشنگ ایرانی اشاره دارد. پرویز داریوش در این مقدمه در اثبات حقانیت سبک شعر هوشنگ ایرانی می‌کوشد.
هوشنگ ایرانی ده سال آخر عمر را در خلسه‌ای خواب‌گونه گذراند. در این دوران در محافل حاضر نمی‌شد و وقتی بود دائماً مست بود و در حالتی غیرطبیعی. مسعود بهنود روایت می‌کند که همراه غلامحسین ساعدی در هتل مرمر تهران، در بار «شاه غلام» به هوشنگ ایرانی و اکبر مشکین برخوردند که سرمستانه شعر می‌گفتند. به‌زودی ساعدی نیز همکلامشان شد. آن سه سخن‌ها درشت می‌گفتند و به شعر می‌خواندند. م. آزاد به یاد می‌آورد آن شبی را که هوشنگ ایرانی از کنار میدان فردوسی تهران می‌گذشت و با شنیدن صدای آکوردئونی، لباس کند و شروع به رقصیدن کرد، ساعت‌ها رقصید. بعدتر بر این پندار بودند که او می‌خواست مانند آرتور کراوان، که در زمان سخنرانی عریان شده بود تا نشان دهد با ذهنیتی دادائیستی، یک سوررئالیست کامل است، خود را جور دیگری نشان دهد. اما به باور داریوش اسدی کیارس، ایرانی از نشان‌دادن خود دست شسته بود و این همانا سرچشمهٔ نگاهی خیامی داشت؛ با شنیدن موسیقی — که عارفان «صدای دوست» می‌پندارندش — شمس پرنده شده بود. از همین حرکت و حرکاتی که گه‌گاه از او دیده‌اند، دریافت می‌شود که وی به عقل‌گرایی بی‌اعتماد بود.

## نمونه اشعار
unio mystica
آ

آ، یا

«آ» بون نا

«آ»، «یا»، بون نا

آ اوم، آ اومان، تین‌تاها، دیژ داها

میگ تا اودان: ها

هوماهون: ها

یندو: ها

ها

### جیغ بنفش
اصطلاح «جیغ بنفش» از ترکیبات ساختهٔ هوشنگ ایرانی است که در شعر «کبود» در شمارهٔ دوم دورهٔ دوم خروس جنگی چاپ شد. این اصطلاح که ترکیبی در مصراع هفتم شعر اوست، شهرهٔ خاص و عام گشت:
هیما هورای

گیل ویگولی

...

نیبون… نیبون

غار کبود می‌دود

دست‌به‌گوش و فشرده‌پلک و خمیده

یکسره جیغی بنفش

می‌کشد

[...]
بعدها وقتی از هوشنگ ایرانی دربارهٔ چگونگی شکل‌گیری چنین ترکیبی در ذهن او پرسیدند، گفت: «یادم می‌آید روزی در غاری می‌دویدم. کسی جیغ می‌کشید. او را نمی‌دیدم. دیوارهٔ غار را که در این حال می‌دیدم، بعدها به نظرم می‌رسید که انگار غار می‌دوید و جیغ هم مال دیوارهٔ کبود همین غار بود.»
ایرانی در این شعر به غار جان داده و خواننده را وارد فضایی آنیمیستی کرده که در آن انسان با غار یکی می‌شود. این هماهنگی، این یکی‌شدن حوزه‌های مختلف که نمونهٔ ابتدایی آن در مفهوم حس‌آمیزی دیده می‌شود عمدتاً در انسان بدوی قابل رؤیت است و حال این انسان-غار، دست‌به‌گوش و فشرده‌پلک و خمیده می‌رود و جیغی می‌کشد بنفش. فضاها نامأنوسند، ترکیب‌ها، پشت سر هم می‌آیند. تجربه‌ها ابتدایی‌اند «کاه-درون شیر را/می‌جود» زیرا انسان در بدویت خود هنوز الکن است و آنچه می‌گوید نخستین آوای اوست در پهنهٔ کائنات «هوم بوم/هوم بوم/وی یو هو هی‌ی‌ی‌ی‌ی» این انسان بدوی از غار بیرون آمده و در حال دویدن است. اما بیرون غار، بیرون زهدانی که انسان از آن متولد شده وقایع بسیاری در حال اتفاق است «جوشش سیلاب را/بیشهٔ خمیازه‌ها/ز دیده پنهان کند … غبار کوه عظیم/ز زخم دندان موش/به دره‌ها پرکشد … عنکبوتی کور و کر/بر تن لخت عقابی/رشته می‌پیچد … استخوانی پنجه‌ای/در چشم ببری/زرد از غرش/سوی تمساح‌های/سبز و لغزان دانه می‌پاشد» و این‌همه احوالات آن روز زمین است.
شعر به‌سرعت از آن فضای ابتدایی می‌گذرد و سپیده‌دمان تاریخ طلوع می‌کند «لای سنگ-آسیاها به چرخش/بر فراز بت آرزوها/دشنه‌ای کوه‌پیکر به چرخش است/خون طلب می‌کند از سپیدی/سایه‌اش می‌گذارد نقاب از/گورکن‌های گرم دل خویش» سنگ آسیا و دشنه واژگانی جدید برای انسان بدوی‌اند، طلیعهٔ روزگار جدید و واژهٔ «بت آرزوها» معنویتی ابتدایی را با خود حمل می‌کند؛ و آخر این داستان، انسان است با تنهایی‌اش. به هر شکلی که باشد و هر مسیری که طی کند «مرده و از یاد گریخته شبحی/تنهایی کویر را به دوش/می‌برد»
هوشنگ ایرانی در شعر «کبود»، منظری بدوی از انسان را ترسیم می‌کند. منظری که در شعر فارسی سابقهٔ چندانی نداشته و بعد از او نیز تکرار نشده است. این شعر از یک حس‌آمیزی ساده فراتر رفته و افق‌های جدیدی را در مورد انسان، تاریخچهٔ او و نیز ماهیت وجودی‌اش به خواننده عرضه می‌کند. به باور ناصر مقدسی این بینش حاصل درک عمیق شاعر و رشد خاص فرهنگی وی است.

## نگارخانه
از مجموعه طرح‌های کتاب «چند دِسَن»، تهران: [بی‌نا]، اردی‌بهشت ۱۳۳۱

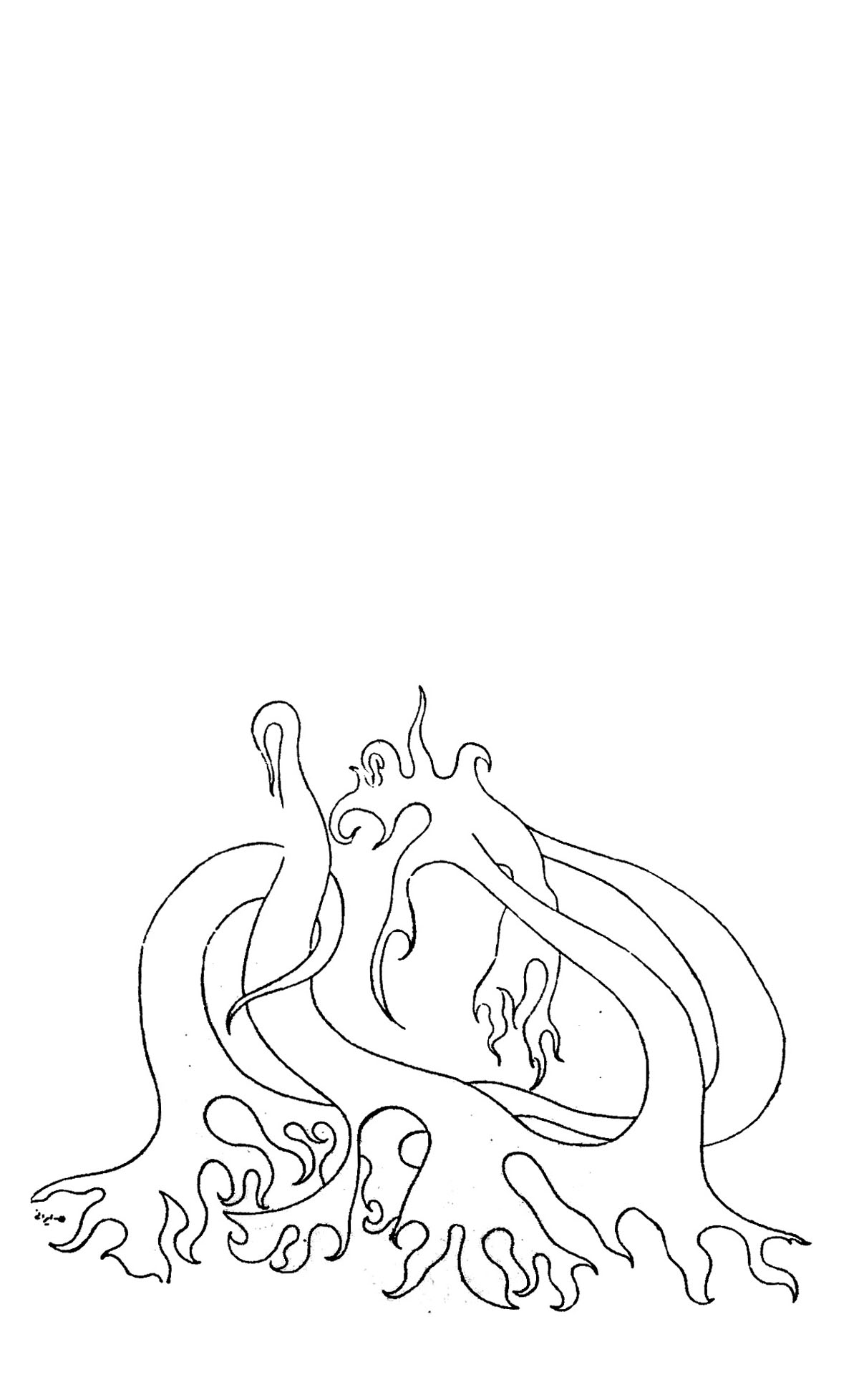
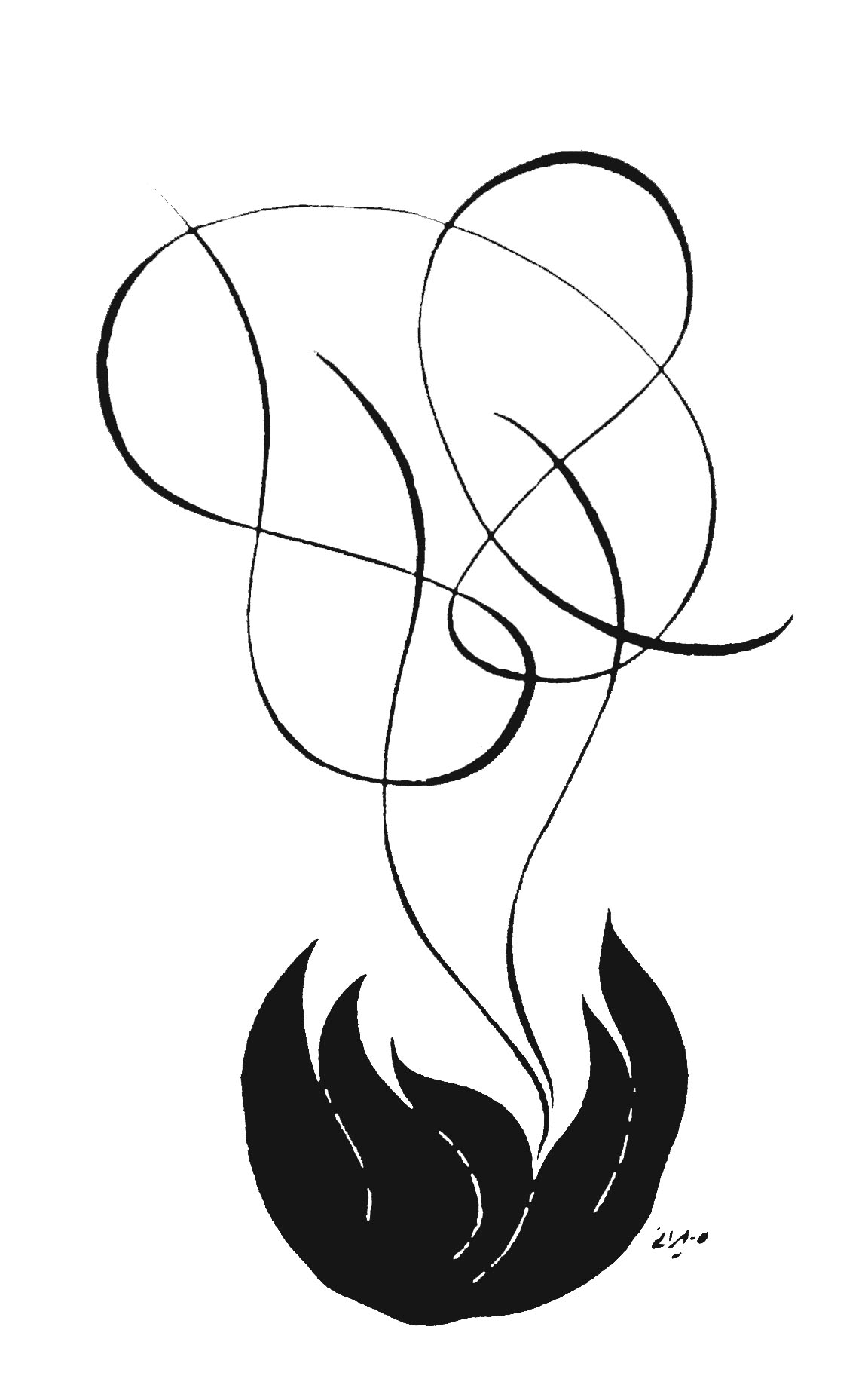
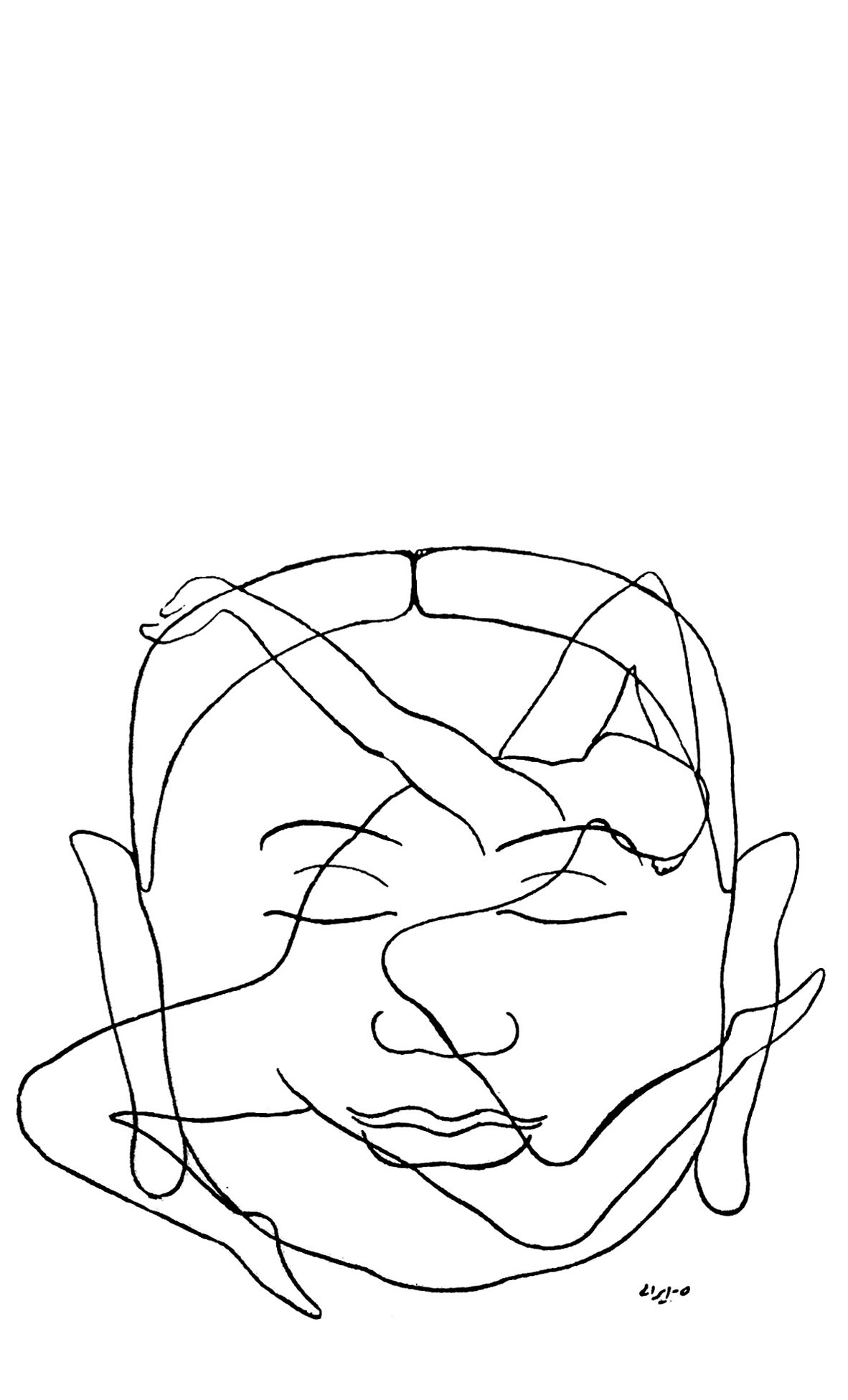
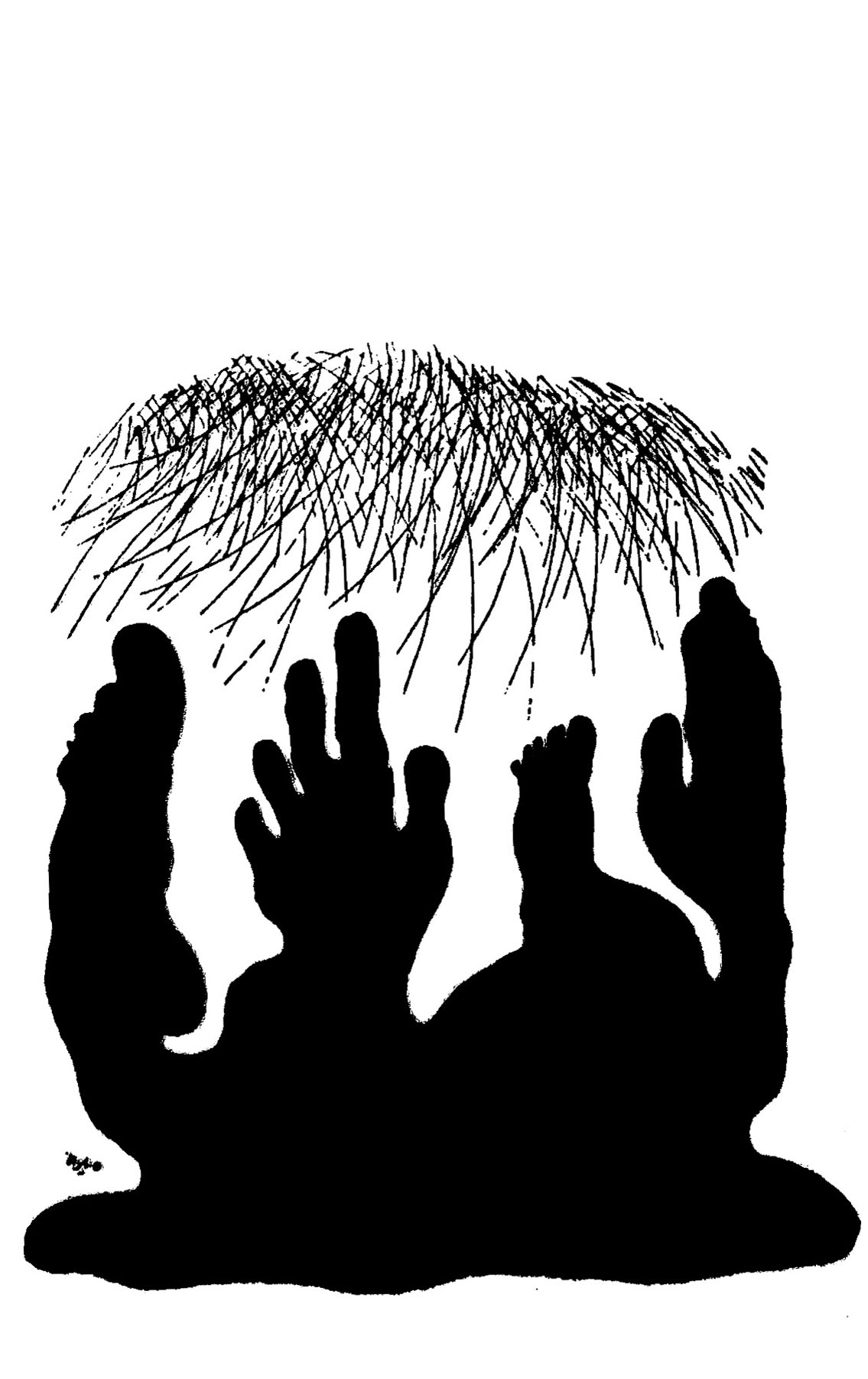
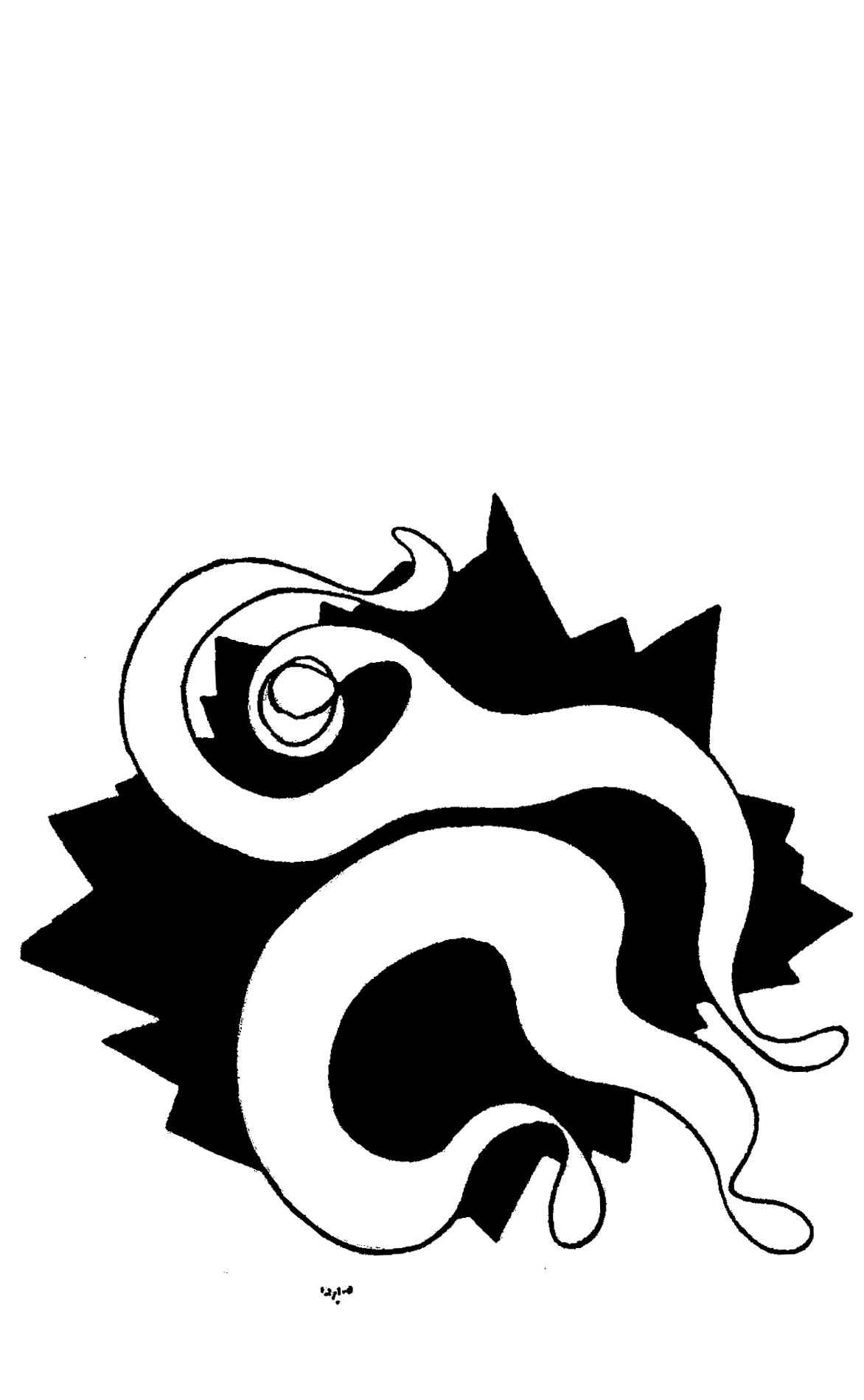
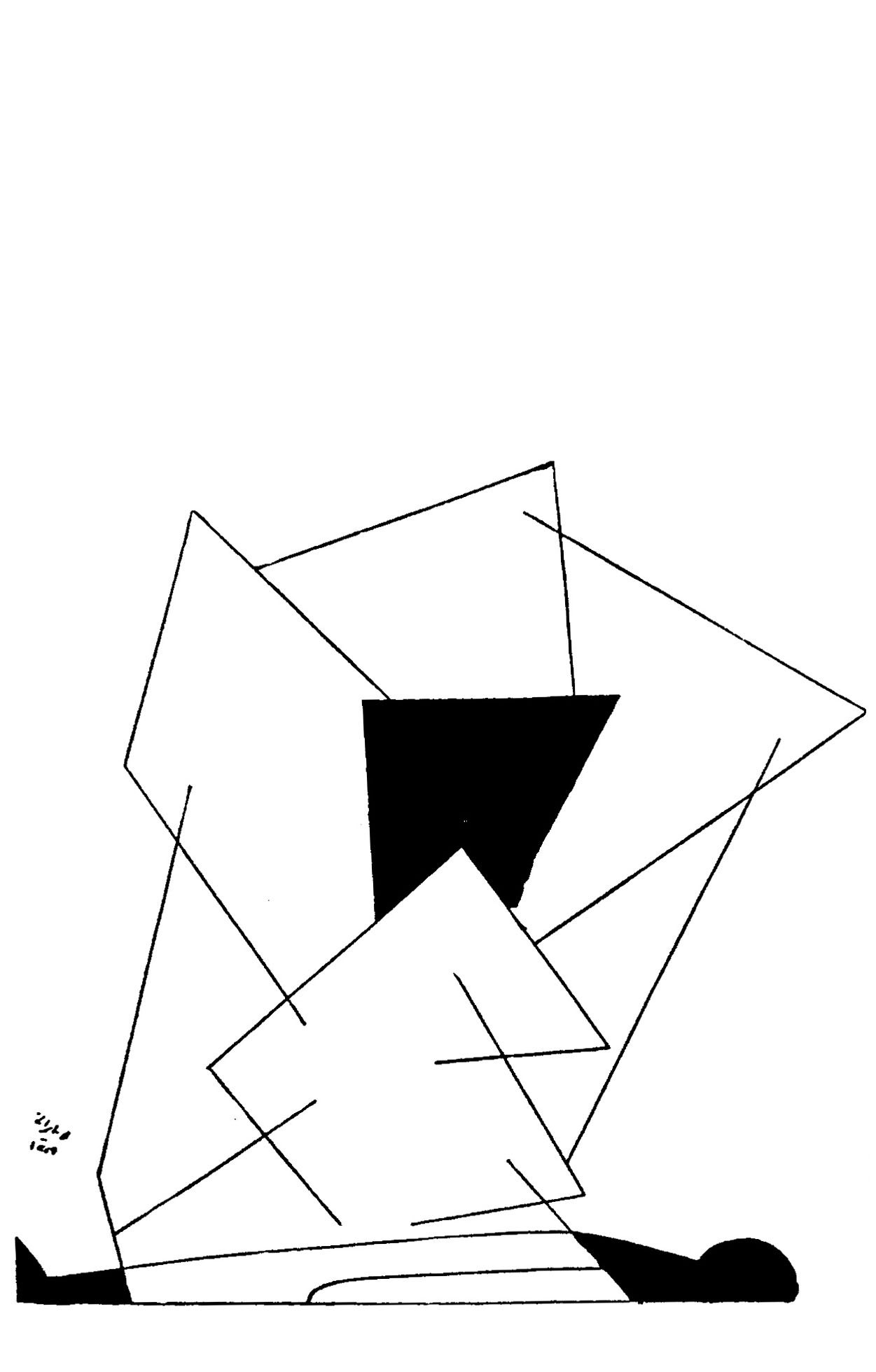
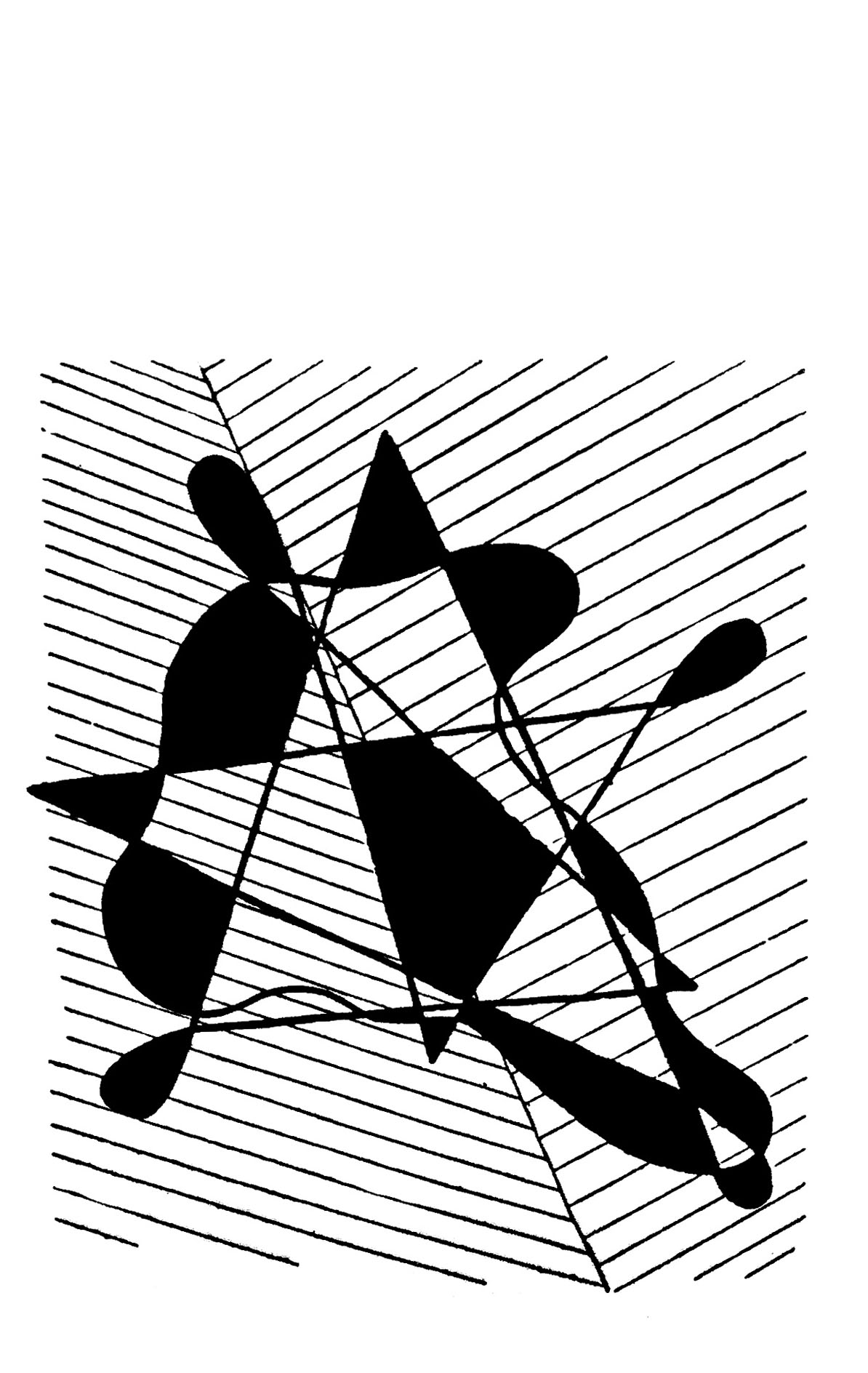
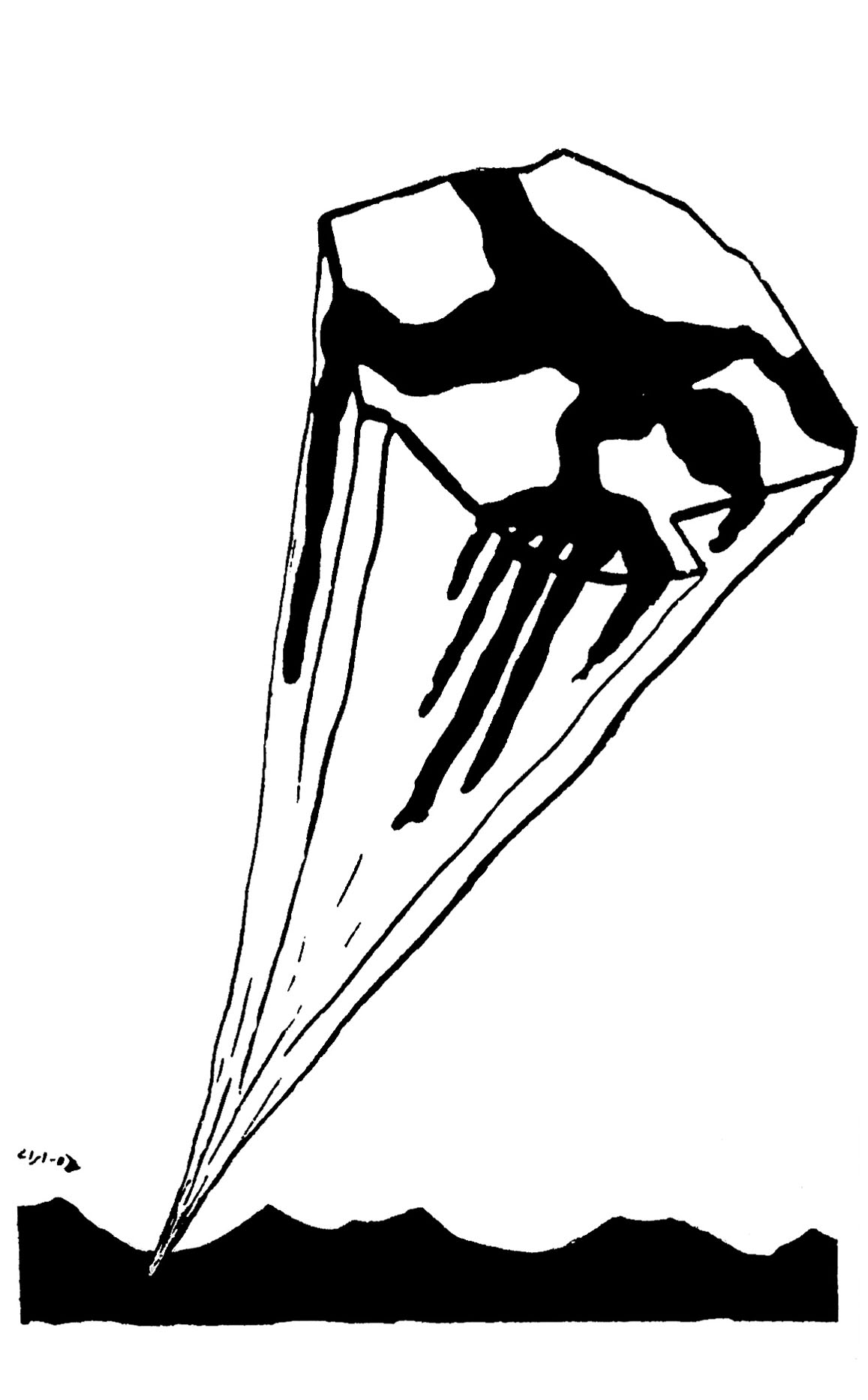
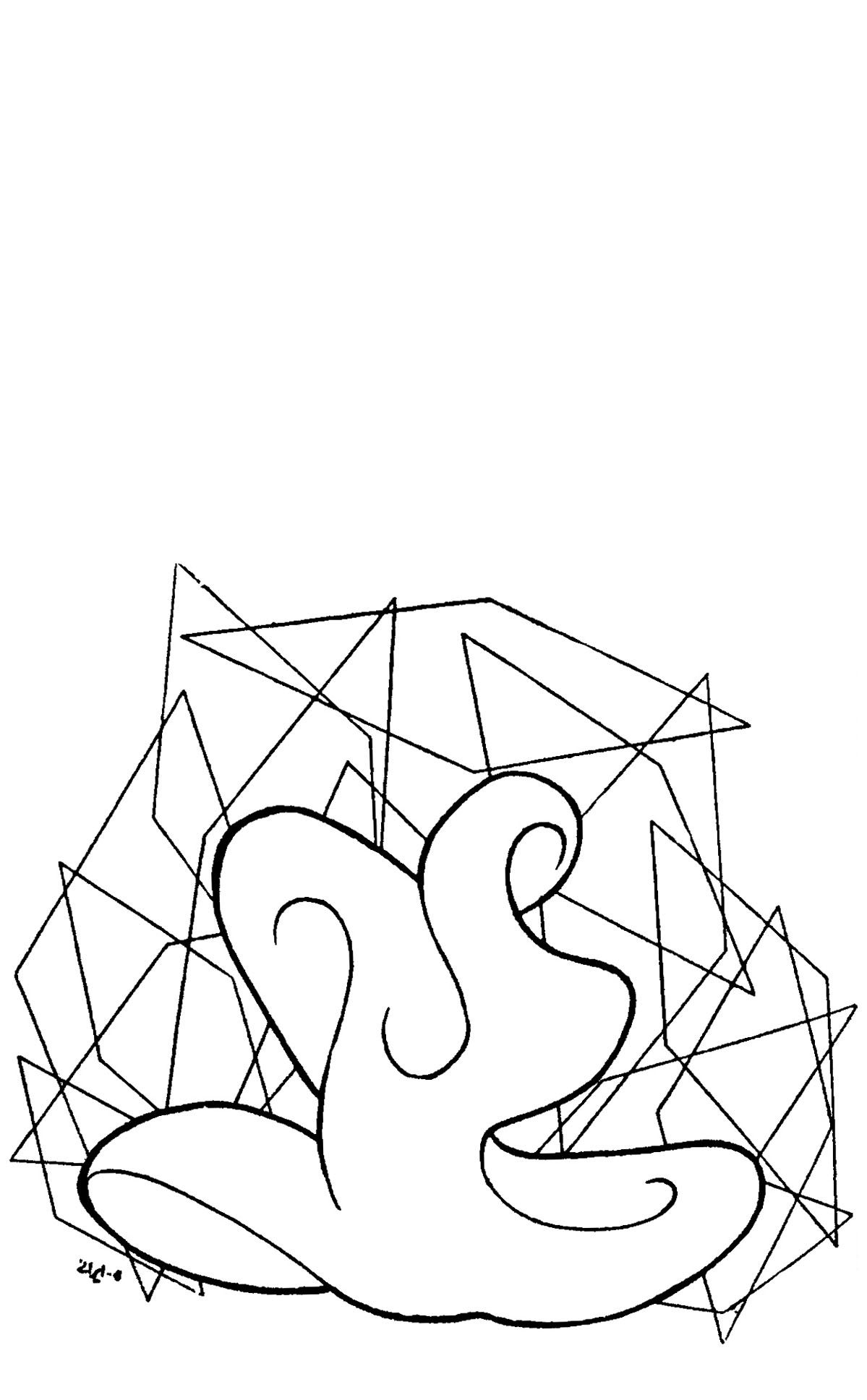
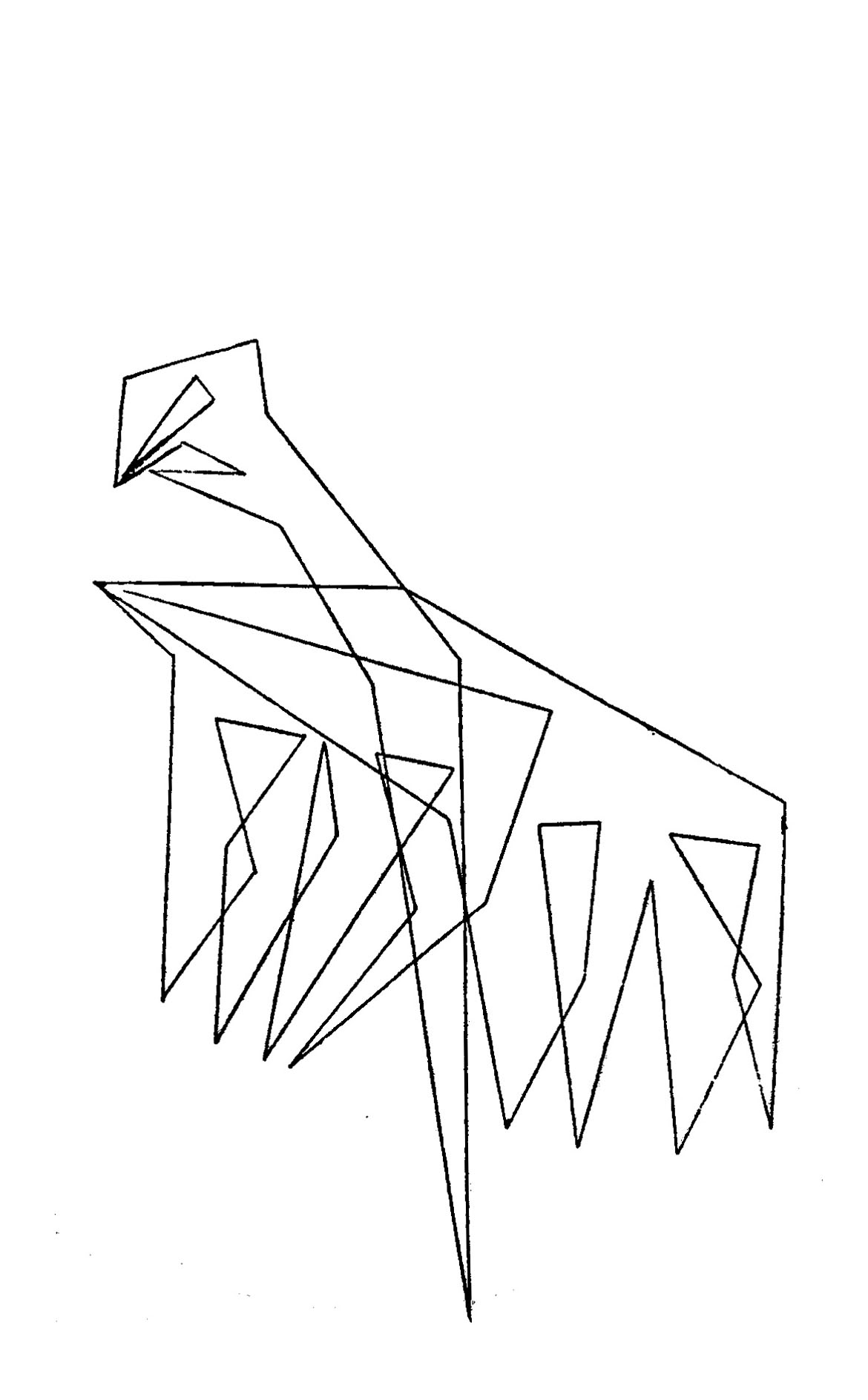
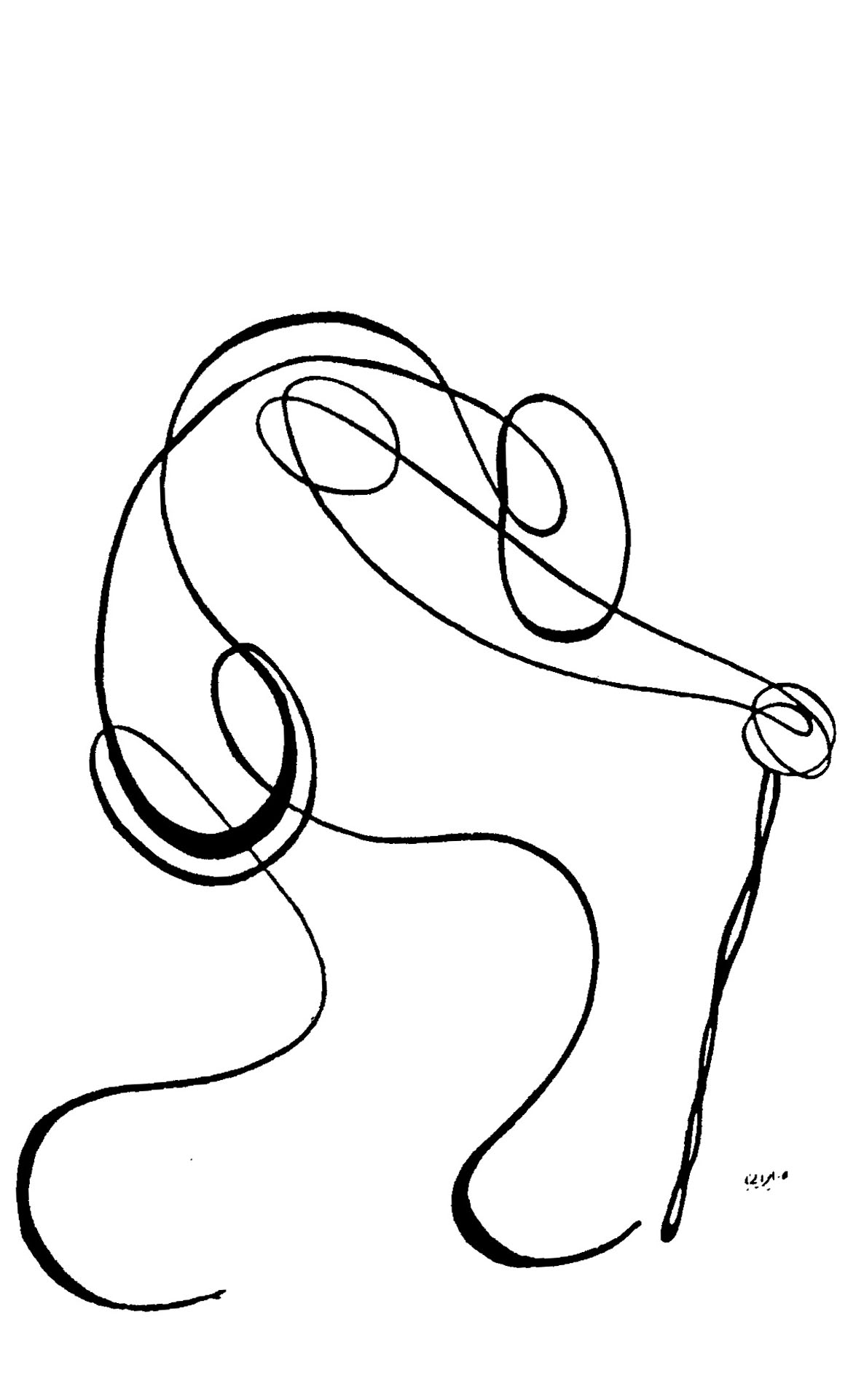
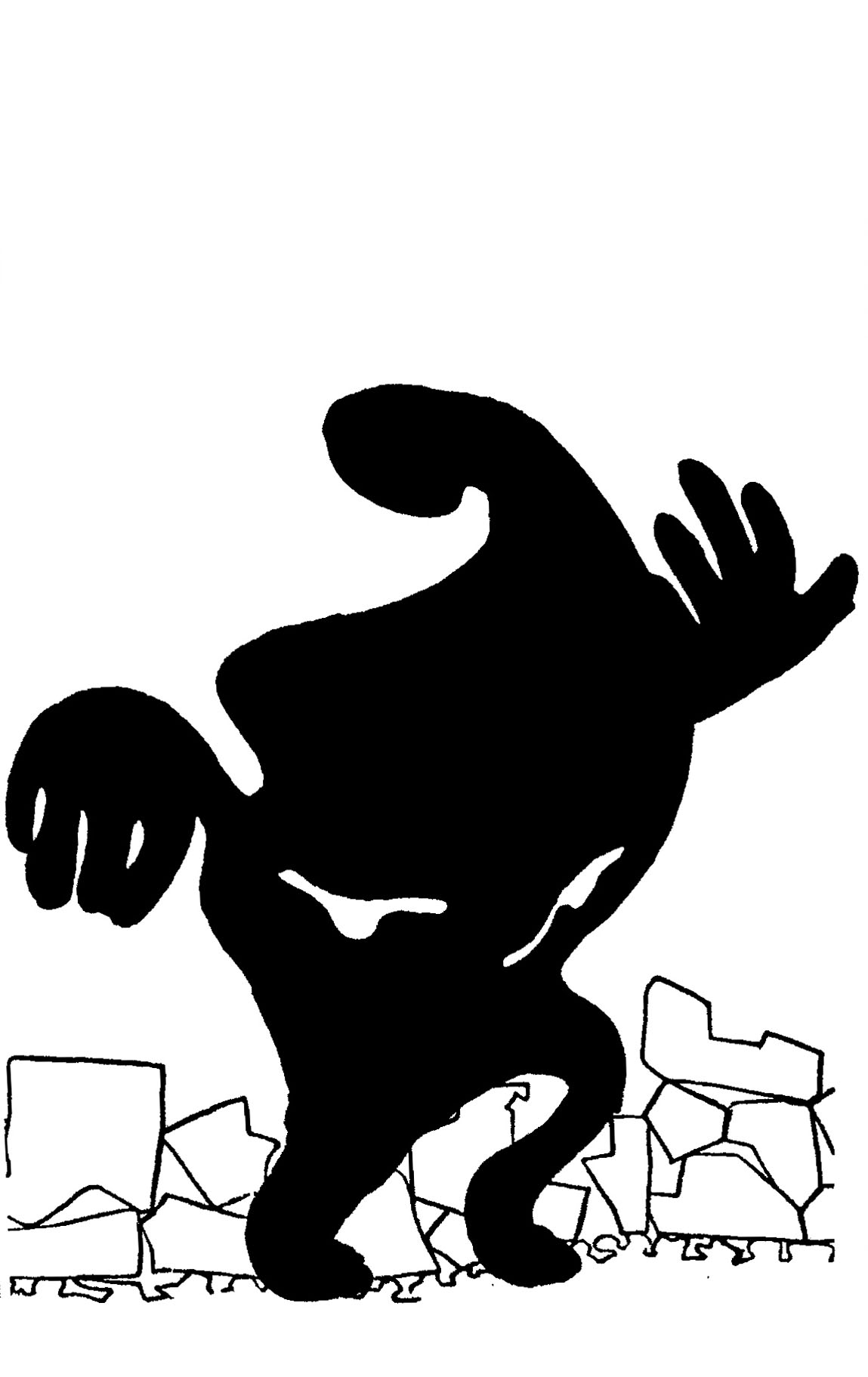
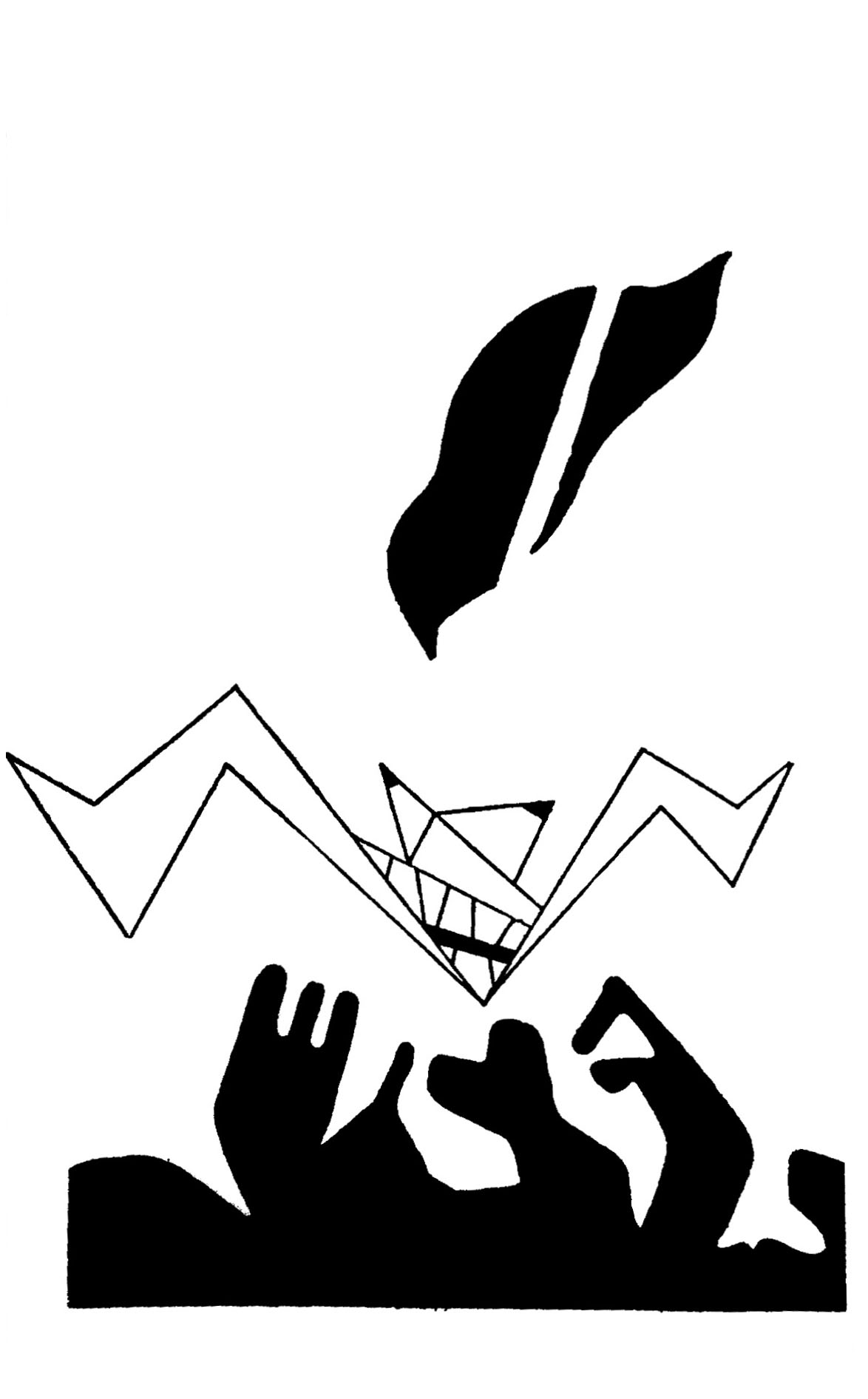
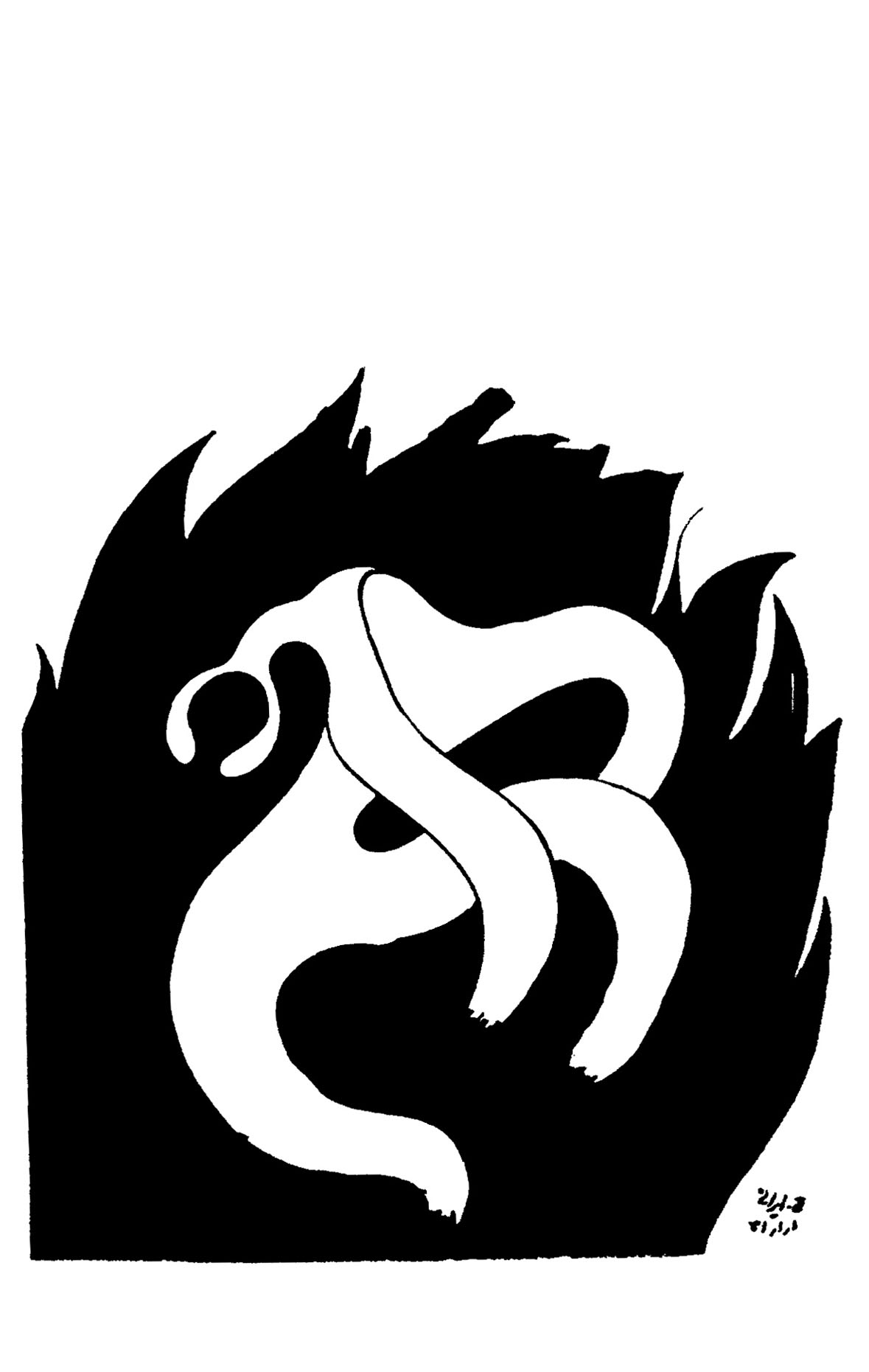
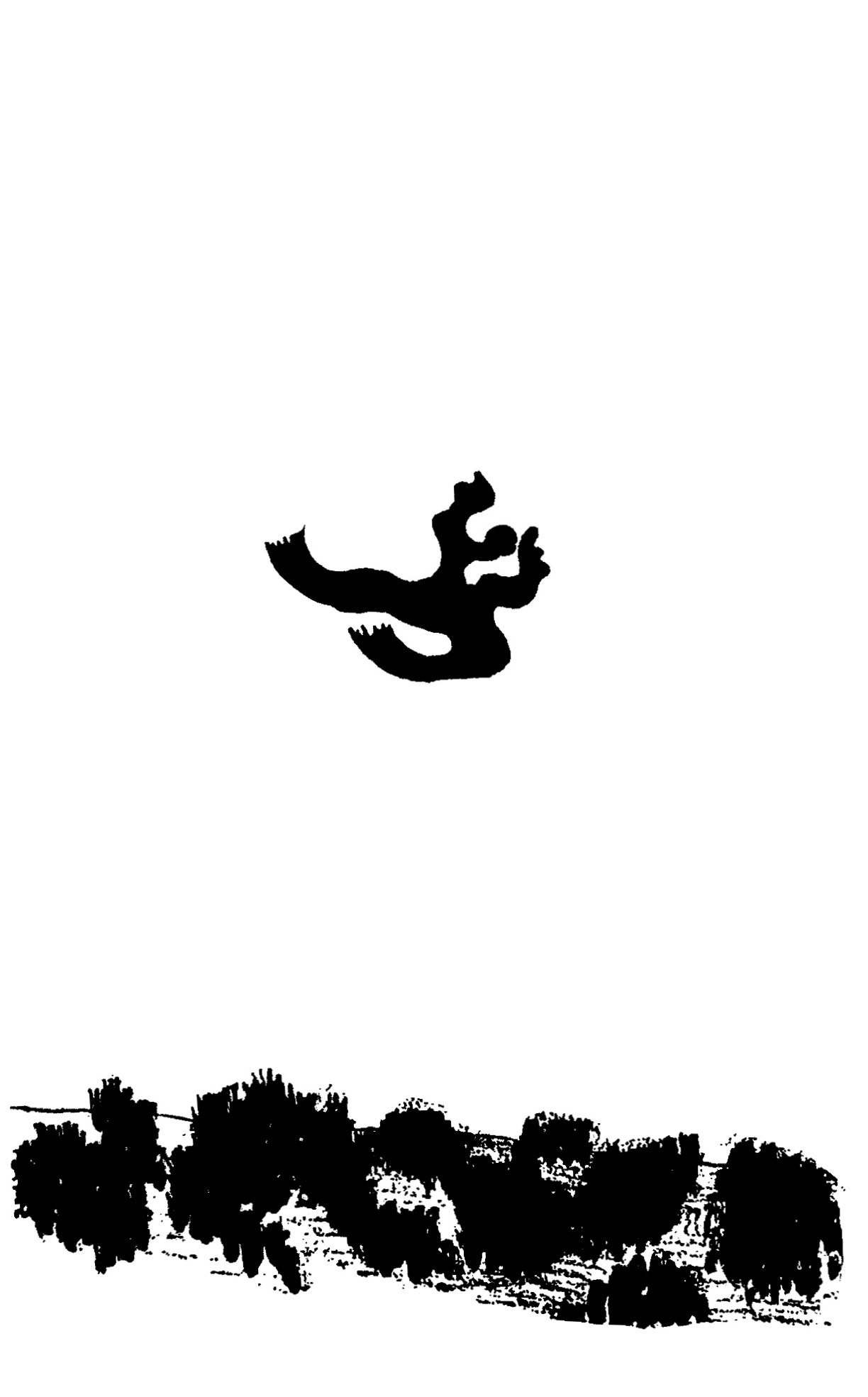
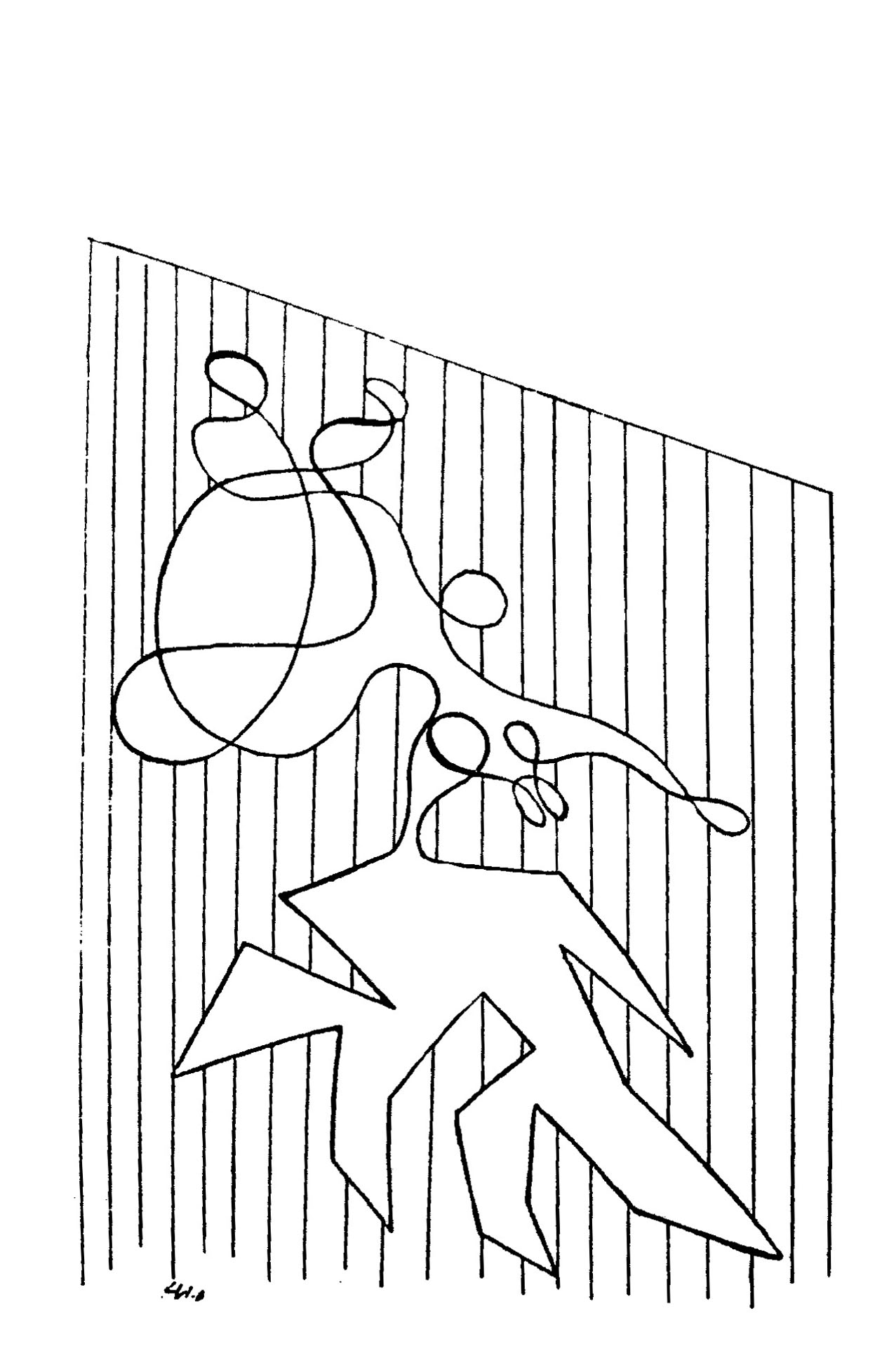
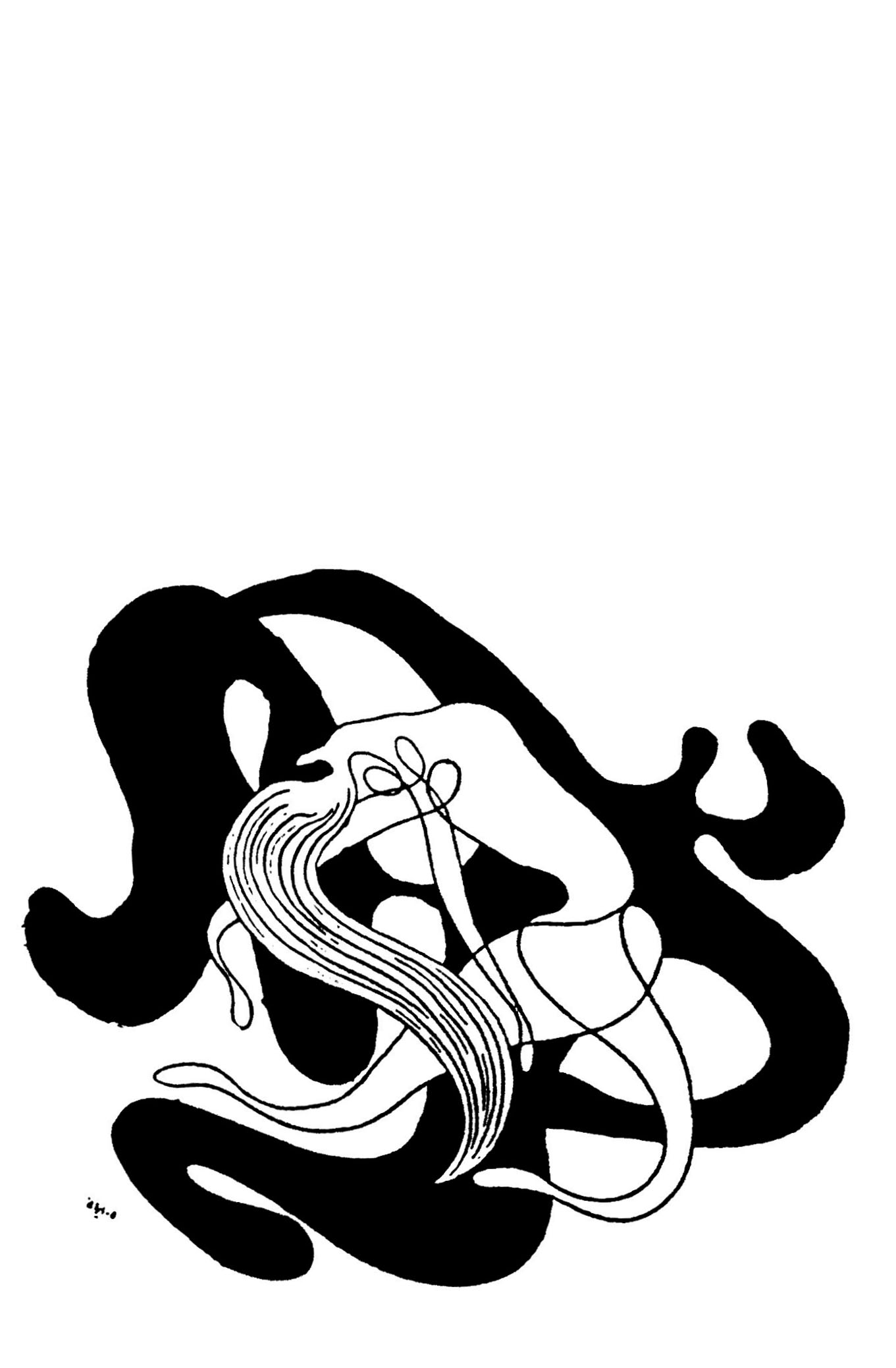
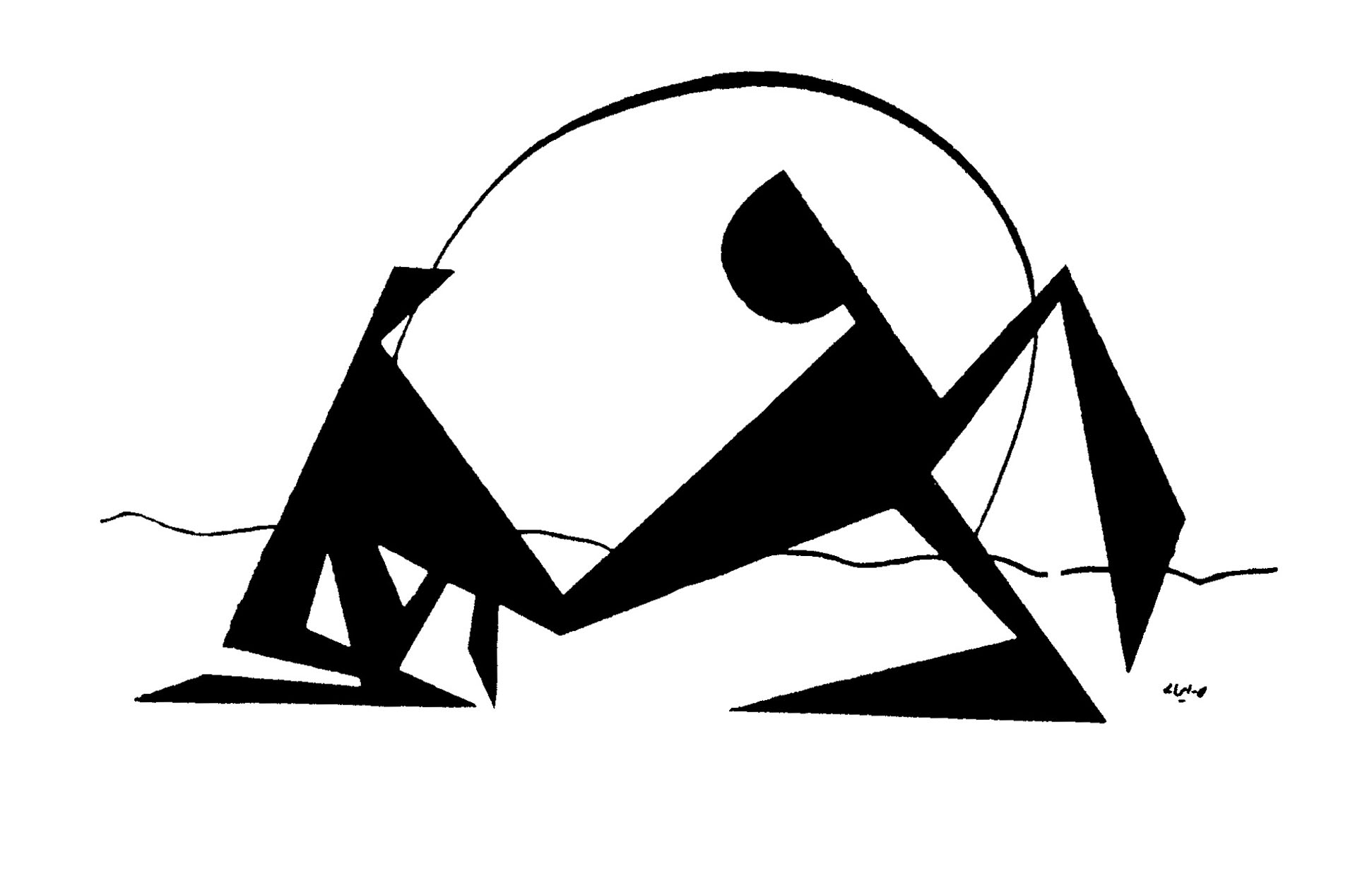
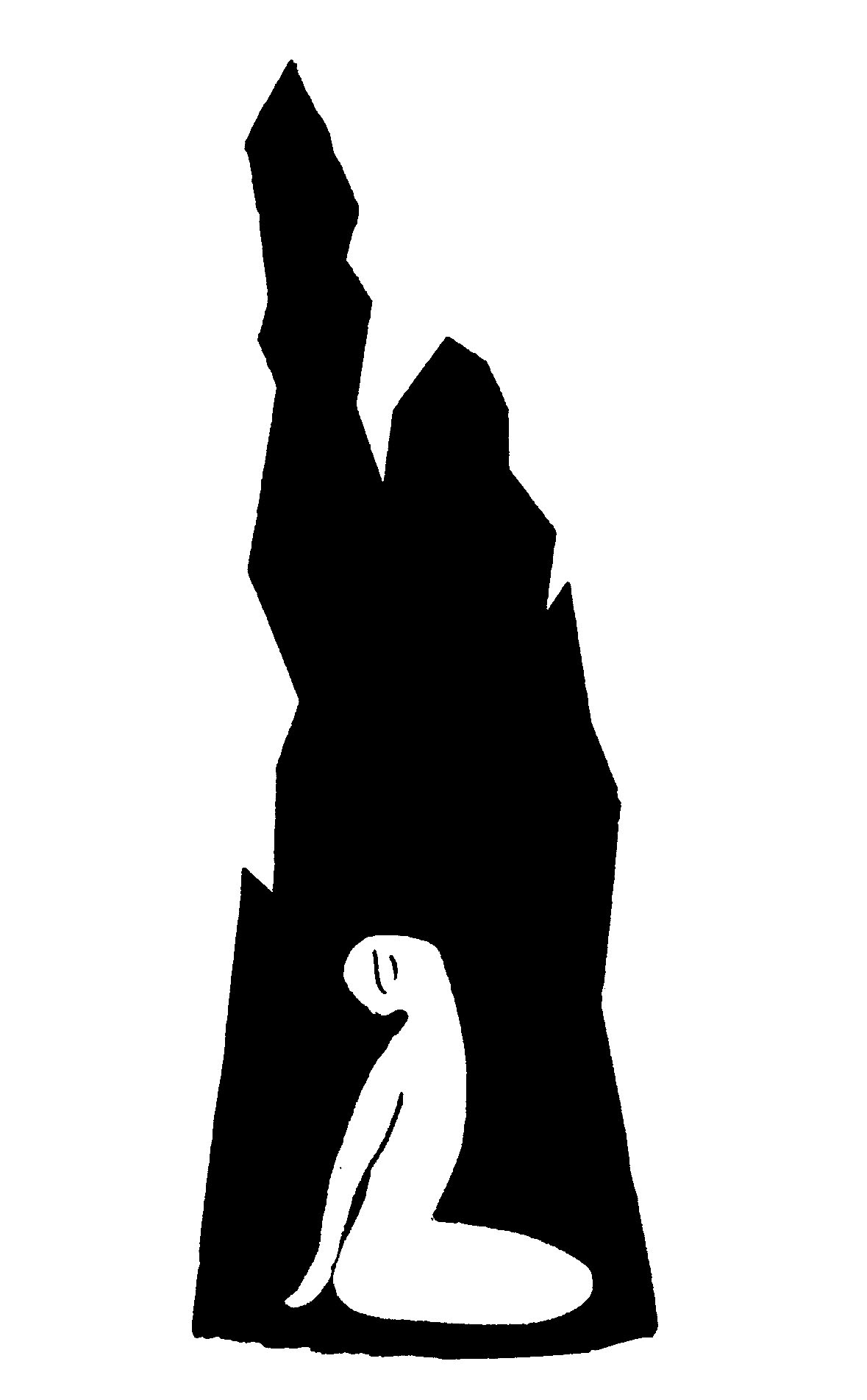